# Meyer

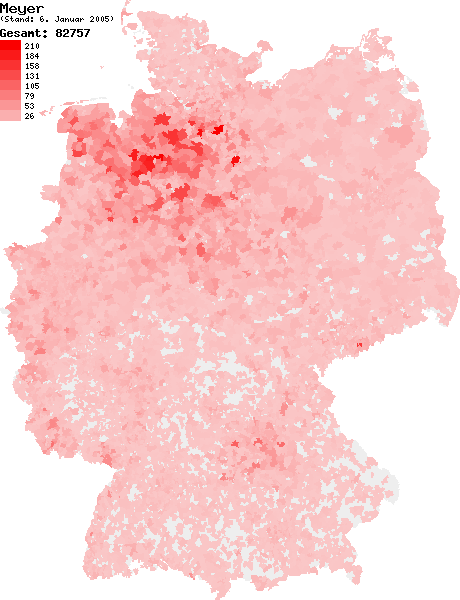
Verteilung des Nachnamens Meyer in Deutschland (2005)

Meyer ist ein männlicher Vorname und Familienname.

## Herkunft und Bedeutung
Der Vorname Meyer ist eine Variante von Meir (hebräisch ‚erleuchtet‘; ‚leuchtend‘, ‚strahlend‘).  Der Familienname ist eine Form von Meier. Varianten, Bedeutung und Verbreitung siehe dort.

## Namensträger

### Vorname
- Meyer Abeles (um 1806–1887), Rabbiner und Dajan
- Meyer Herman Bing (1807–1883), dänischer Buchverleger und Unternehmer
- Meyer Israel Bresselau (1785–1839), deutscher Notar, führender Vertreter des Israelitischen Tempel-Verbandes
- Meyer Dolinsky (1923–1984), US-amerikanischer Drehbuchautor und Schriftsteller
- Meyer Amschel Flörsheim († nach 1783), Frankfurter Händler
- Meyer Fortes (1906–1983), britischer Anthropologe
- Meyer Friedman (1910–2001), US-amerikanischer Kardiologe
- Meyer Guggenheim (1828–1905), schweizerisch-amerikanischer Industrieller und Philanthrop
- Meyer Robert Guggenheim (1885–1959), US-amerikanischer Geschäftsmann und Diplomat
- Meyer Hamburger (1838–1903), deutscher Mathematiker
- Meyer Isler (1807–1888), deutscher Philologe und Bibliothekar
- Meyer Jacobstein (1880–1963), US-amerikanischer Politiker, Mitglied des Repräsentantenhauses
- Meyer Kayserling (1829–1905), deutscher Rabbiner und Historiker
- Meyer Kupferman (1926–2003), US-amerikanischer Klarinettist, Komponist und Musikpädagoge
- Meyer Landsberg (1810–1870), deutscher Rabbiner
- Meyer Lansky (1902–1983), US-amerikanischer Mobster
- Meyer Levin (1905–1981), US-amerikanischer Schriftsteller und Journalist
- Meyer Levy (1833–1896), deutscher Rechtswissenschaftler, Rechtsanwalt und Notar
- Meyer London (1871–1926), US-amerikanischer Politiker, Mitglied des Repräsentantenhauses
- Meyer Prinstein (1878–1925), polnisch-amerikanischer Leichtathlet und Olympiasieger
- Meyer Reinhold (1909–2002), US-amerikanischer Althistoriker
- Meyer Schapiro (1904–1996), US-amerikanischer Kunsthistoriker
- Meyer Löw Schomberg (1690–1761), deutsch-jüdischer Arzt
- Meyer Weinberg (1914–1970), US-amerikanischer Jazzmusiker
- Meyer Wolf Weisgal (1894–1977), US-amerikanischer Journalist
- Meyer Simon Weyl (1744–1826), deutscher Rabbiner und Dajan

### A
- Abraham Meyer (1810–1881), deutscher Bankier
- Abramson Meyer (Abrahamson Meyer, Meyer Abraham; 1757/1764 – 1817), deutscher Arzt
- Adam Meyer (Adamus Villicus; um 1410–1499), Benediktiner und Abt
- Adelberg Meyer zum Pfeil (1474–1548), Schweizer Politiker, Bürgermeister von Basel
- Adelheid Lindemann-Meyer zu Rahden (1924–2008), deutsche Landwirtin und Präsidentin des Deutschen Landfrauenverbandes
- Adolf Meyer (Schauspieler, 1840) (1840–1890), deutscher Schauspieler
- Adolf Meyer (Jurist) (1853–1936), deutscher Jurist und Richter
- Adolf Meyer (Schauspieler, 1861) (1861–1932), österreichischer Schauspieler
- Adolf Meyer (Mediziner) (1866–1950), schweizerisch-amerikanischer Psychiater
- Adolf Meyer (Bildhauer) (1867–1940), Schweizer Bildhauer
- Adolf Meyer (Ingenieur) (1880–1965), Schweizer Ingenieur und Erfinder
- Adolf Meyer (Architekt) (1881–1929), deutscher Architekt
- Adolf Meyer (Politiker, 1890) (1890–1980), deutscher Politiker (CDU)
- Adolf Meyer (Politiker, 1895) (1895–1966), deutscher Lehrer und Politiker (NSDAP)
- Adolf Meyer (Heimatforscher) (Adolf Meyer-Immensen; 1929–2018), deutscher Lehrer und Heimatforscher
- Adolf Meyer (Fußballspieler) (* 1958), österreichischer Fußballspieler
- Adolf Meyer-Abich (1893–1971), deutscher Philosoph, Historiker und Hochschullehrer
- Adolf Meyer-Bremen (1904–1982), deutscher Sänger (Bass)
- Adolf Meyer-Häfliger (1892–1976), Schweizer Redaktor und Verleger
- Adolf Meyer-Luyken (1886–1960), deutscher Architekt
- Adolf Meyer-Mahlstedt (?–1930), deutscher Kapellmeister und Komponist
- Adolf Andreas Meyer (* 1960), österreichischer Schlagersänger, siehe Andy Borg
- Adolf Bernhard Meyer (1840–1911), deutscher Zoologe und Anthropologe
- Adolf-Ernst Meyer (1925–1995), deutscher Mediziner, Psychotherapeut und Hochschullehrer
- Adolph Meyer (Bankier) (1807–1866), deutscher Bankier
- Adolph Meyer (Politiker) (1842–1908), US-amerikanischer Politiker
- Adolph Meyer (Maler) (1894–1988), deutscher Maler
- Adolphe de Meyer (1868–1946), französischer Kunstsammler, Maler und Fotograf
- Adolphe Erich Meyer (1897–1988), US-amerikanischer Pädagoge, Historiker und Schriftsteller
- Adrian Meyer (Offizier) (1708–1774), Schweizer Offizier
- Adrian Meyer (* 1942), Schweizer Architekt
- Agnes Meyer (Schaustellerin) (1896–1990), deutsche Schaustellerin
- Agnes Meyer Driscoll (1889–1971), US-amerikanische Kryptoanalytikerin
- Agnes E. Meyer (1887–1970), US-amerikanische Journalistin
- Ahlrich Meyer (* 1941), deutscher Politikwissenschaftler
- Albert Meyer (Theologe) (1528–1603), deutscher Pastor
- Albert Meyer (Komponist) (1847–1933), Schweizer Pianist, Dirigent und Komponist
- Albert Meyer (Fotograf) (1857–1924), deutscher Fotograf
- Albert Meyer (Politiker, 1870) (1870–1953), Schweizer Politiker (FDP)
- Albert Meyer (Politiker, 1884) (1884–1950), Schweizer Politiker (FDP)
- Albert Meyer (Ingenieur) (1885–1942), Schweizer Eisenbahningenieur
- Albert Meyer (Übersetzer) (1893–1962), Schweizer Lehrer und Übersetzer
- Albert Meyer (Gewichtheber), deutscher Gewichtheber
- Albert Meyer (Kardinal) (1903–1965), US-amerikanischer Geistlicher, Erzbischof von Chicago
- Albert Meyer (Politiker, 1926) (1926–2020), deutscher Verwaltungsjurist und Politiker (CSU)
- Albert Meyer (Jurist) (* 1947), deutscher Jurist und jüdischer Funktionär
- Albert Meyer-Brunner (1830–1907), Schweizer Zollbeamter
- Albert Eugen Meyer (1857–1936), Schweizer Maschineningenieur
- Albert Karl Heinrich Meyer (1904–??), deutscher Journalist und Politiker (KPD), MdHB
- Albert Willy Meyer (1885–1977), deutscher Pilot und Luftfahrtmanager
- Alessandra Meyer-Wölden (* 1983), deutsche Moderatorin, Schmuckdesignerin und Model
- Alex Meyer (1879–1978), deutscher Rechtswissenschaftler und Hochschullehrer
- Alexander Meyer (Politiker) (1832–1908), deutscher Journalist und Politiker (DFP), MdR
- Alexander Meyer (Philosoph) (1875–1939), schweizerisch-russischer Philosoph
- Alexander Meyer (Jurist) (* 1974), deutscher Jurist
- Alexander Meyer (Fußballspieler, 1983) (* 1983), deutscher Fußballspieler
- Alexander Meyer (Schwimmer) (* 1988), US-amerikanischer Schwimmer
- Alexander Meyer (Fußballspieler, 1991) (* 1991), deutscher Fußballspieler
- Alexander Meyer von Bremen (1930–2002), deutscher Komponist und Pianist
- Alexander Meyer-Cohn (1853–1904), deutscher Bankier
- Alexandra Meyer (Künstlerin) (* 1984), Schweizer Künstlerin
- Alexandra Meyer (Handballspielerin) (* 1994), deutsche Handballspielerin
- Alexis Meyer (1787–1869), deutscher Bankier
- Alf Meyer zum Gottesberge (1908–2001), deutscher HNO-Arzt und Hochschullehrer
- Alfred Meyer (Offizier) (1848–1903), deutscher Infanterieoffizier
- Alfred Meyer (Bauingenieur) (1883–1945), Schweizer Bauingenieur
- Alfred Meyer (Unternehmer) (1890–1949), Schweizer Unternehmer
- Alfred Meyer (Gauleiter) (1891–1945), deutscher Gauleiter und Politiker (NSDAP)
- Alfred Meyer (Instrumentenbauer), deutscher Kontrabassbauer
- Alfred Meyer (Mediziner, 1895) (1895–1990), deutsch-britischer Psychiater und Neurologe
- Alfred Meyer (Zahnmediziner) (1898–1933), deutscher Zahnarzt und NS-Opfer
- Alfred Meyer (Bildhauer) (1901–1967), Schweizer Bildhauer
- Alfred Meyer (Gartenarchitekt) (?–1976), deutscher Gartenarchitekt
- Alfred Meyer (Politiker) (1898–1975), deutscher Politiker (SED), Oberbürgermeister von Nordhausen
- Alfred Meyer (Mediziner, 1924) (1924–2011), deutscher Chirurg und Hochschullehrer
- Alfred Meyer-Bernburg (1872–1946), deutscher Maler und Lithograf
- Alfred Meyer-Waldeck (1864–1928), deutscher Marineoffizier
- Alfred-Bernard Meyer (1832–1904), französischer Maler und Kunsthandwerker (Émailleur)
- Alfred G. Meyer (1920–1998), US-amerikanischer Politikwissenschaftler und Hochschullehrer deutscher Herkunft (1939 emigriert)
- Alfred Gotthold Meyer (1864–1904), deutscher Kunsthistoriker
- Alfred Richard Meyer (alias Munkepunke; 1882–1956), deutscher Schriftsteller
- Ali Meyer (* 1953), österreichischer Photograph, Journalist, Autor, Herausgeber
- Alice Meyer (1901–1970), Schweizer Juristin
- Alon Meyer (* 1974), deutscher Kaufmann und Manager
- Aloyse Meyer (1883–1952), luxemburgischer Ingenieur und Industriemanager
- Alvah Meyer (1888–1939), US-amerikanischer Leichtathlet
- Alyssa Meyer (* 1995), deutsche Ruderin
- Ambrosius Meyer († 1571), deutscher Politiker, Bürgermeister von Lübeck
- André Meyer (Bankier) (André Benoit Mathieu Meyer; 1898–1979), französisch-amerikanischer Bankier und Kunstsammler
- André Meyer (Hockeyspieler) (1919–1997), französischer Hockeyspieler
- André Meyer (Kunsthistoriker) (* 1943), Schweizer Kunsthistoriker und Denkmalpfleger
- André Meyer (Sportfunktionär) (* 1944), Luxemburger Volleyballfunktionär
- André Meyer (Fussballspieler) (* 1949), Schweizer Fußballspieler
- André Meyer (Schauspieler) (* 1972), deutscher Schauspieler
- André Meyer (Jurist) (* 1976), deutscher Jurist
- André Meyer (Fußballtrainer) (* 1984), deutscher Fußballtrainer
- Andrea Meyer-Fraatz (* 1959), deutsche Slawistin und Hochschullehrerin
- Andrea Meyer-Lindenberg (* vor 1970), deutsche Veterinärmedizinerin, Chirurgin und Hochschullehrerin
- Andreas Meyer (Politiker) (1635–1711), Schweizer Obergeneral, Bürgermeister von Zürich
- Andreas Meyer (Biograf) (1742–1807), Biograf, Hofrat und Postmeister
- Andreas Meyer (Eishockeyspieler) (* 1954), Schweizer Eishockeyspieler
- Andreas Meyer (Historiker) (1955–2017), Schweizer Historiker
- Andreas Meyer (Manager) (* 1961), Schweizer Manager und Jurist
- Andreas Meyer (Musikwissenschaftler) (* 1966), deutscher Musikwissenschaftler, Musikpädagoge und Hochschullehrer
- Andreas Meyer (Leichtathlet) (* 1994), österreichischer Sprinter
- Andreas Meyer-Aurich (* 1964), deutscher Agrarwissenschaftler
- Andreas Meyer-Bohe (* vor 1956), deutscher Schiffbauingenieur und Hochschullehrer
- Andreas Meyer-Falcke (* 1957), deutscher Arbeitsmediziner und Hochschullehrer
- Andreas Meyer-Hanno (1932–2006), deutscher Opernregisseur
- Andreas Meyer-Landrut (* 1929), deutscher Diplomat
- Andreas Meyer-Lauber (* 1952), deutscher Gewerkschafter, NRW-Vorsitzender des DGB
- Andreas Meyer-Lindenberg (* 1965), deutscher Psychiater
- Andreas J. Meyer (* 1927), deutscher Verleger
- Andreas K. W. Meyer (1958–2023), deutscher Musikdramaturg und -publizist
- Angela-Maria Meyer zum Gottesberge (* 1941), deutsche HNO-Ärztin und Hochschullehrerin
- Angelika Meyer (1963–1988), österreichische Schauspielerin
- Anita Meyer (* 1954), niederländische Sängerin
- Anker Meyer Andersen (1910–nach 1942), dänischer Radsportler
- Anna Meyer (Malerin) (1855–1943), deutsche Malerin
- Anna Meyer (Künstlerin, 1964) (* 1964), Schweizer Malerin, Zeichnerin und Installationskünstlerin
- Anna Meyer (Musikerin) (* 1975), deutsche Pianistin
- Anna Meyer-Glenk (1886–1958), deutsche Schauspielerin
- Anna Meyer-Kahlen (* 1969), deutsche Fotografin
- Anna Cordes-Meyer (1920–2017), Schweizer Architektin
- Anna Maria Rüttimann-Meyer von Schauensee (1772–1856), Schweizer Salonnière
- Anna Renate Meyer (* 1950), deutsche Malerin, Plastikerin und Objektkünstlerin
- Anne Marie Meyer (1919–2004), britische Autorin und Kulturaktivistin
- Anne-Rose Meyer (* 1972), deutsche Germanistin, Literaturwissenschaftlerin und Hochschullehrerin
- Annie Florance Nathan Meyer (1867–1951), US-amerikanische Schriftstellerin
- Annika Meyer (* 1994), dänische Handballspielerin
- Annique Meyer (* 1999), Schweizer Unihockeyspielerin
- Ansgar Meyer (* 1965), deutscher General
- Antje Meyer (* 1957), deutsche Psychologin und Hochschullehrerin
- Antoine Meyer (1801–1857), luxemburgischer Mathematiker und Autor
- Antoinette Meyer (1920–2010), Schweizer Skirennläuferin
- Anton Meyer (Fabrikant) (1838–1883), deutscher Fabrikant (Kontrolluhren)
- Anton Meyer (Zoologe) (1901–1943?), tschechoslowakischer Zoologe
- Anton Meyer (Mediziner) (Anton Meyer-Graber; 1918–1993), Schweizer Neurologe und Psychiater
- Anton Meyer (Ökonom) (* 1955), deutscher Wirtschaftswissenschaftler
- Anton Meyer-Gerhard (1868–1947), deutscher Jurist und Kolonialbeamter
- Arendt Meyer zu Wehdel (1952–2015), deutscher Landwirt und Verbandsfunktionär
- Armin H. Meyer (1914–2006), US-amerikanischer Diplomat
- Arno Meyer zu Küingdorf (* 1960), deutscher Schriftsteller und Unternehmer
- Arnold Meyer (Mathematiker) (1844–1896), deutscher Mathematiker, Hochschullehrer und Sachbuchautor
- Arnold Meyer (Theologe) (1861–1934), deutscher Theologe
- Arnold Meyer (Architekt, 1877) (1877–1959), Schweizer Politiker (FDP) und Architekt
- Arnold Meyer (Architekt, 1881) (1881–1946), Schweizer Architekt
- Arnold Meyer-Faje (* 1933), deutscher Wirtschaftswissenschaftler und Hochschullehrer
- Arnold Oskar Meyer (1877–1944), deutscher Historiker und Autor
- Arnold Otto Meyer (1825–1913), deutscher Unternehmer
- Arnulf Meyer-Piening (* 1939), deutscher Unternehmensberater
- Arthur Meyer (Journalist) (1844–1924), französischer Journalist
- Arthur Meyer (Botaniker) (1850–1922), deutscher Botaniker
- Arthur Meyer (Jurist) (1884–1970), deutscher Jurist in der preußischen Militärverwaltung
- Arthur Meyer (Autor) (* 1943), Schweizer Journalist und Buchautor
- Arthur Meyer-Gasters († 1937), deutscher Architekt
- Artur Meyer (1906–1983), deutscher Tiermediziner und Hochschullehrer
- Astrid Meyer-Gossler (* 1946), deutsche Schauspielerin und Drehbuchautorin
- Astrid Meyer-Schubert (* 1956), deutsche Kulturphilosophin
- August Meyer (Landschaftsarchitekt) (1851–1905), US-amerikanischer Bergbauingenieur und Landschaftsarchitekt
- August Meyer (Politiker) (1871–1929), deutscher Politiker (SPD), MdL Oldenburg und Preußen
- August Meyer zu Dörentrup, deutscher Landwirt, Gutsbesitzer und Politiker (DNVP), MdL Lippe
- August Carl Franz Meyer (1813–1894), deutscher Verwaltungsjurist
- August Ferdinand Meyer, eigentlicher Name von Friedrich Brunold (1811–1894), deutscher Dichter
- August Friedrich Edmund Meyer (um 1805–nach 1865), deutscher Verwaltungsjurist
- August Ludwig Meyer (1850–1919), Archivar und Registrator des Bischöflichen Generalvikariats
- August Philipp Ottokar Meyer (1835–1904), deutscher Arzt und Psychiater
- Auguste Meyer (1827–1908), deutsche Schriftstellerin, siehe Auguste von der Decken
- Auguste Meyer (1861–1929), deutsche Opernsängerin (Sopran)
- Augusto Meyer (1902–1970), brasilianischer Schriftsteller deutscher Abstammung
- Axel Meyer (Maler) (1887–??), dänischer Maler
- Axel Meyer (Autor) (* 1955), deutscher Autor
- Axel Meyer (Biologe) (* 1960), deutscher Evolutionsbiologe
- Axel Meyer (Journalist) (* 1968), deutscher Journalist und Buchautor
- Axel Meyer-Wölden (1941–1997), deutscher Rechtsanwalt und Sportmanager

### B
- Barbara Meyer (* 1956), deutsche Frau, die im Verdacht stand, Mitglied der terroristischen Vereinigung RAF gewesen zu sein
- Barbara Meyer (Staatssekretärin) (* 1962), deutsche Verwaltungsjuristin und politische Beamtin
- Barbara Meyer (Politikerin) (* 1984), deutsche Politikerin (Grüne) und Bürgermeisterin
- Barbara J. Meyer (* 1949), US-amerikanische Biologin, Genetikerin und Hochschullehrerin
- Bartholomäus Meyer (1528–1600), deutscher evangelischer Theologe , siehe Bartholomäus Meier
- Bartholomäus Meyer (Generalsuperintendent), auch Barthold Meyer (1644–1714), deutscher evangelischer Theologe und Generalsuperintendent
- Bartholomäus Meyer (Gastwirt) (1776–1833), deutscher Gastwirt und Mitglied des westfälischen Provinziallandtags
- Beate Meyer (* 1952), deutsche Historikerin
- Ben Meyer (* 1999), deutscher Fußballspieler
- Bennet Meyer (* 2003), deutscher Schauspieler
- Benno Meyer (1843–1904), deutscher Politiker der Deutschen Zentrumspartei
- Benno Meyer-Wehlack (1928–2014), deutscher Schriftsteller
- Bernard Meyer (Politiker) (1874–1958), deutscher Politiker (SPD)
- Bernard Meyer (Unternehmer) (* 1948), deutscher Ingenieur und Unternehmer
- Bernd Meyer (Ökonom) (* 1946), deutscher Ökonom und Hochschullehrer
- Bernd Meyer (Politiker) (* 1946), deutscher Lehrer und Politiker (SPD)
- Bernd Meyer (Chemiker) (* 1952), deutscher Chemiker und Hochschullehrer
- Bernd Meyer (Verfahrenstechniker) (* 1952), deutscher Verfahrenstechniker und Hochschullehrer
- Bernd Meyer-Rähnitz (* 1940), deutscher Medizinischer Psychologe, Grafiker, Autor und Verleger
- Bernd-Richard Meyer (* 1944), deutscher Fabrikant
- Bernhard Meyer (Politiker, 1696) (1696–1757), deutscher Politiker, Bürgermeister von Elberfeld
- Bernhard Meyer (Ornithologe) (1767–1836), deutscher Arzt, Vogelkundler und Botaniker
- Bernhard Meyer (Politiker, 1810) (Bernhard von Meyer; 1810–1874), schweizerisch-österreichischer Jurist und Politiker, Tagsatzungsgesandter
- Bernhard Meyer (Schriftsteller) (1812–1886), deutscher Jurist, Beamter und Schriftsteller
- Bernhard Meyer (Politiker, 1901) (1901–1984), deutscher Politiker (NSDAP)
- Bernhard Meyer (Mediziner) (* 1962), deutscher Neurochirurg und Hochschullehrer
- Bernhard Meyer (Musiker) (* um 1984), deutscher Musiker
- Bernhard Meyer-Marwitz (1913–1982), deutscher Verleger und Publizist
- Bernhard Meyer zum Pfeil (1488–1558), Schweizer Politiker, Bürgermeister von Basel
- Bernhard Meyer-Probst (* 1939), deutscher Psychologe und Hochschullehrer
- Berthold Meyer (Forstverwalter) (1876–1963), deutscher Forstmann, Regierungs- und Forstrat sowie Landforstmeister
- Berthold Meyer (Soziologe) (* 1944), deutscher Soziologe, Politologe und Kulturwissenschaftler
- Bertolt Meyer (* 1977), deutscher Psychologe, Hochschullehrer und Musiker
- Bertrand Meyer (* 1950), französischer Informatiker
- Bertrand Meyer-Stabley (* 1955), französischer Journalist
- Betsy Meyer (1831–1912), Schweizer Schriftstellerin
- Betsy Meyer-Ulrich (1802–1856), Schweizer Briefeschreiberin
- Bettina Meyer (* 1968), deutsche Bildhauerin und Zeichnerin
- Bianca Meyer (* 1974), deutsche Langstreckenläuferin
- Birgit Meyer (Anthropologin) (* 1960), deutsche Theologin und Anthropologin
- Birgit Meyer (Intendantin) (* 1960), deutsche Intendantin
- Birte Meyer (* 1971), deutsche Basketballspielerin
- Björn Meyer (Musiker) (* 1965), schwedischer Bassist und Komponist
- Björn Meyer (Politiker) (* 1981), deutscher Politiker (SPD), MdL Niedersachsen
- Björn Meyer (Schauspieler) (* 1989), deutscher Schauspieler
- Björn Meyer-Schomann (* 1970), deutscher Basketballspieler
- Breckin Meyer (* 1974), US-amerikanischer Schauspieler
- Brendan Meyer (* 1994), kanadischer Schauspieler
- Brigitte Meyer (* 1947), deutsche Politikerin
- Brigitte Meyer-Wehage (* 1958), deutsche Juristin, Rechtsanwältin und Richterin
- Bror Meyer (1885–1956), schwedischer Eiskunstläufer
- Brunk Meyer (1929–2005), deutscher Bodenkundler
- Bruno Meyer (Kunstwissenschaftler) (1840–1917), deutscher Kunstwissenschaftler
- Bruno Meyer (Polizist), deutscher Polizist
- Bruno Meyer (Historiker) (1911–1991), Schweizer Archivar und Historiker
- Bruno Meyer (Architekt) (* 1931), Schweizer Architekt
- Bruno Meyer-Plath (1902–1987), deutscher Bauforscher
- Bruno Müller-Meyer (* 1952), Schweizer Maler und Germanist
- Bruno Karl Meyer (1949–2014), deutscher Physiker und Hochschullehrer
- Bryant Clifford Meyer (Cliff Meyer), US-amerikanischer Musiker
- Burkhard Meyer-Sickendiek (* 1968), deutscher Literaturwissenschaftler

### C
- Caitlin E. J. Meyer (* 1992), US-amerikanische Schauspielerin
- Cameron Meyer (* 1988), australischer Radrennfahrer
- Carina Meyer (* 2000), deutsche Laiendarstellerin
- Carl Meyer (Architekt) (1855–1936), deutscher Architekt
- Carl Meyer (Politiker) (1873–1944), deutscher Politiker (DNVP), MdPL Hannover
- Carl Meyer (Jurist) (1873–1947), Schweizer Jurist und Politiker
- Carl Meyer (Verleger) (1891–nach 1960), Schweizer Verleger
- Carl Meyer (Ruderer) (* 1981), neuseeländischer Ruderer
- Carl Anton von Meyer (1795–1855), russischer Botaniker
- Carl August Meyer (1796–1872), deutscher Kaufmann, Bankier und Politiker
- Carl Diethelm Meyer (1840–1884), Schweizer Maler
- Carl-Eduard Meyer (1880–1954), deutscher Bankier
- Carl Franz Meyer (1763–1821), deutscher Historiker und Archivar
- Carl Friedrich Meyer (Jurist) (1757–1817), deutscher Jurist und Hochschullehrer
- Carl Friedrich Meyer (Mediziner) (1803–1886), deutscher Psychiater
- Carl Friedrich Meyer (Pfarrer) (1805–1870), deutscher Pfarrer und Politiker, MdL Hessen
- Carl Friedrich Meyer (Geograph) (1840–1904), deutscher Geograph, Heimatforscher und Gymnasiallehrer
- Carl Heinrich Meyer (Komponist) (1784–1837), deutscher Musiker und Komponist
- Carl Heinrich Meyer (Chemiker) (1863–1945), deutscher Chemiker
- Carl Joseph Meyer (1796–1856), deutscher Publizist, Verleger und Industrieller, siehe Joseph Meyer
- Carl Theodor Meyer-Basel (1860–1932), Schweizer Maler und Grafiker
- Carl Walter Meyer (* 1919), deutscher Wirtschaftswissenschaftler und Hochschullehrer
- Carl Walther Meyer (1898–1985), deutscher Schauspieler und Filmeditor
- Carla Meyer-Massetti (* 1975/1976), Schweizer Pharmazeutin, Apothekerin und Hochschullehrerin
- Carla Meyer-Rasch (1885–1977), deutsche Schriftstellerin, Kunstsammlerin, Erzählerin und Heimatforscherin
- Carla Meyer-Schlenkrich (* 1977), deutsche Historikerin und Germanistin
- Carlo Meyer (* 2003), deutscher Basketballspieler
- Caroline Meyer (* 1995), deutsche Ruderin
- Carsten Meyer (Politiker) (* 1961), deutscher Politiker (Bündnis 90/Die Grünen)
- Carsten Meyer (Musiker) (* 1972), deutscher Komponist, Musiker und Schauspieler
- Carsten Meyer-Grohbrügge (* 1968), deutscher Regisseur
- Carsten Meyer-Heder (* 1961), deutscher Politiker (CDU) und IT-Unternehmer
- Carsten Meyer-Tönnesmann (* 1954), deutscher Kunsthistoriker und Autor
- Carsten H. Meyer (* 1965), deutscher Augenarzt und Hochschullehrer
- Chantal Serre-Meyer (1951–2015), französische Fußballspielerin
- Charles Meyer (1868–1931), dänischer Radsportler
- Charles A. Meyer (1918–1996), US-amerikanischer Wirtschaftsmanager und Diplomat, Assistant Secretary of State
- Charles-André Meyer (* 1943), Schweizer Maler und Architekt
- Charlotte Meyer (Badminton), französische Badmintonspielerin
- Charlotte Meyer-Housselle (Pseudonym Fritz Schott), deutsche Schriftstellerin
- Charlotte Sophie Henriette Meyer († 1837), deutsche Mörderin, letzte in Berlin öffentlich hingerichtete Person
- Chin Meyer (* 1959), deutscher Kabarettist und Schauspieler
- Christian Meyer (Politiker, 1824) (1824–1883), deutscher Gutsbesitzer und Mitglied der kurhessischen Ständeversammlung
- Christian Meyer (Archivar) (1842–1916), deutscher Archivar
- Christian Meyer (Bildhauer) (1929–1994), deutscher Holzbildhauer
- Christian Meyer (Bauingenieur) (1943–2020), deutsch-US-amerikanischer Bauingenieur
- Christian Meyer (Journalist) (* 1947), Schweizer Journalist und Autor
- Christian Meyer (Paläontologe) (* 1956), Schweizer Paläontologe
- Christian Meyer (Mediziner), deutscher Mediziner
- Christian Meyer (Kulturmanager) (* 1962), österreichischer Kulturwissenschaftler, Volkswirt und Manager
- Christian Meyer (Schlagzeuger) (* 1963), Schweizer Schlagzeuger
- Christian Meyer (Benediktiner) (* 1967), Schweizer Benediktiner
- Christian Meyer (Fußballspieler) (* 1968), deutscher Fußballspieler
- Christian Meyer (Radsportler) (* 1969), deutscher Radsportler
- Christian Meyer (Sinologe) (* 1971), deutscher Sinologe
- Christian Meyer (Architekt, 1975) (* 1975), Schweizer Architekt
- Christian Meyer (Politiker) (* 1975), deutscher Politiker (Bündnis 90/Die Grünen)
- Christian Meyer (Skispringer) (* 1977), norwegischer Skispringer
- Christian Meyer (Schauspieler) (* 1982), deutscher Schauspieler
- Christian Meyer (Künstler) (* 1982), deutscher Moderator und Kleinkünstler
- Christian Meyer (Architekt, 1983) (* 1983), Schweizer Architekt
- Christian Meyer zu Ermgassen (* 1974), deutscher Illustrator und Hochschullehrer
- Christian Meyer-Heidemann (* 1980), deutscher Politikwissenschaftler und Hochschullehrer
- Christian Meyer-Oldenburg (1936–1990), deutscher Schriftsteller
- Christian Meyer-Plath (* 1934), deutscher Brigadegeneral
- Christian Meyer Ross (1843–1904), norwegischer Maler
- Christian Friedrich Meyer (1748–1834), deutscher Gutsbesitzer, Beamter und Naturforscher
- Christian Ludewig Meyer (auch Christian Ludwig Meyer; vor 1662–1725), deutscher Geschütz- und Glockengießer
- Christian Ludwig Meyer (Organist) (1736–1790), deutscher Pianist und Organist
- Christin Meyer (* 2000), deutsche Fußballspielerin
- Christina Meyer, deutsche Anglistin
- Christine Meyer (Politikerin) (* 1948), deutsche Politikerin (CDU)
- Christine Meyer (Schachspielerin) (geb. Christine Jensen; * 1971), dänische Schachspielerin
- Christoph Meyer (Maler) (* 1954), deutscher Zeichner und Grafiker
- Christoph Meyer (Intendant) (* 1960), deutscher Regisseur und Intendant
- Christoph Meyer (Leichtathlet) (* 1966), deutscher Mittelstreckenläufer
- Christoph Meyer (Historiker) (* 1966), deutscher Historiker
- Christoph Meyer (Politikwissenschaftler) (* 1973), deutscher Politikwissenschaftler
- Christoph Meyer (Politiker) (* 1975), deutscher Politiker (FDP)
- Christopher Meyer (1944–2022), britischer Diplomat
- Claas Meyer-Heuer (* 1978), deutscher Journalist
- Clara Meyer (1848–1922), deutsche Schauspielerin
- Claudia Maria Meyer (* 1955), deutsche Schauspielerin
- Claus Meyer (Maler) (1856–1919), deutscher Maler
- Claus Meyer (Architekt) (1870–1922), deutscher Architekt
- Claus Meyer (Betriebswirtschaftler) (* 1939), deutscher Stifter und Fachbuchautor
- Claus Meyer (Koch) (* 1963), dänischer Koch und Unternehmer
- Claus Heinrich Meyer (1931–2008), deutscher Journalist
- Clemens Meyer (Musiker) (1868–1958), deutscher Musiker, Komponist und Musikwissenschaftler
- Clemens Meyer (Schriftsteller) (* 1977), deutscher Schriftsteller
- Clemens Friedrich Meyer (1824–1899), deutscher Philologe und Philosoph
- Conny Hannes Meyer (* 1931), österreichischer Schriftsteller und Theaterregisseur
- Conrad Meyer (Politiker) (1604–vor 1671), Schweizer Gemeindepräsident, Landeshauptmann und Landvogt im Rheintal
- Conrad Meyer (Maler) (1618–1689), Schweizer Maler und Kupferstecher
- Conrad Meyer (Wirtschaftswissenschaftler) (* 1949), Schweizer Wirtschaftswissenschaftler und Hochschullehrer
- Conrad Meyer-Ahrens (1813–1872), Schweizer Medizinhistoriker, Balneologe, Arzt und Schriftsteller
- Conrad Bernhard Meyer (1755–1830), deutscher Kaufmann und Architekt
- Conrad Ferdinand Meyer (1825–1898), Schweizer Schriftsteller
- Conrad John Eustace Meyer (1922–2011), englischer Geistlicher, Bischof von Dorchester
- Cuno Meyer (1893–1981), deutscher Politiker (NSDAP)
- Curt Meyer (Mathematiker) (1919–2011), deutscher Mathematiker und Hochschullehrer
- Curt Meyer-Clason (1910–2012), deutscher Schriftsteller und Übersetzer

### D
- Dagmar Meyer (1931–2021), deutsche Mundartsprecherin und -autorin
- Dakota Meyer (* 1988), US-amerikanischer Kriegsveteran
- Daniel Meyer (um 1490–um 1540), Schweizer Franziskaner und Autor, siehe Daniel Agricola
- Daniel Meyer (Pharmazeut) (1778–1864), Schweizer Pharmazeut und Naturforscher
- Daniel Meyer (Rennfahrer), französischer Motorradrennfahrer
- Daniel Meyer (Schauspieler), Schauspieler
- Daniel Meyer (Kunsthändler) (* 1973), deutscher Kunsthändler und Auktionator
- Daniel Meyer (Fußballtrainer) (* 1979), deutscher Fußballtrainer
- Daniel Meyer (Curler), Schweizer Rollstuhlcurler
- Daniel Meyer-Dinkgräfe (* 1958), deutscher Theaterleiter
- Daniel Meyer-Massetti (* 1974), Schweizer Ingenieur und Hochschullehrer
- Dario Meyer (* 1996), Schweizer Eishockeyspieler
- Darron Meyer (* 1977), südafrikanischer Schauspieler und Drehbuchautor
- David Meyer (1572–1640), deutscher Theologe, Schriftsteller und Historiker, siehe David Meier (Theologe)
- David Meyer (Eishockeyspieler), belgischer Eishockeyspieler
- David Meyer (Schauspieler) (* 1947), britischer Schauspieler
- David Meyer (Futsaltrainer) (* 1980), Schweizer Futsaltrainer
- Debbie Meyer (* 1952), US-amerikanische Schwimmerin
- Debra Meyer, südafrikanische Biochemikerin, Autorin und AIDS-Aktivistin
- Dennis Meyer (1977–2022), deutscher Eishockeyspieler
- Deon Meyer (* 1958), südafrikanischer Schriftsteller
- Detlef Meyer (* 1959), deutscher Fußballspieler
- Detlev Meyer (1948–1999), deutscher Schriftsteller und Dichter
- Diedrich Meyer (1861–1931), deutscher Ingenieur, Schriftleiter und VDI-Direktor
- Dieter Meyer (* 1940), deutscher Fußballspieler
- Dietgard Meyer (* 1922), deutsche evangelische Theologin und Pfarrerin
- Dietmar Meyer (* 1954), deutscher Ökonom
- Dietrich Meyer (Kupferstecher) (1572–1658), Schweizer Radierer und Kupferstecher
- Dietrich Meyer (Theologe) (* 1937), deutscher evangelischer Theologe und Kirchenhistoriker
- Dietrich Meyer (Manager) (1939–2023), deutscher Manager und Verbandsfunktionär
- Dietrich Meyer-Ebrecht (* 1939), deutscher Ingenieur und Hochschullehrer (Lehrstuhl für Bildverarbeitung)
- Dina Meyer (* 1968), US-amerikanische Schauspielerin
- Dirk Meyer (Ökonom) (* 1957), deutscher Volkswirt und Hochschullehrer
- Dirk Meyer (Informatiker) (* 1961), US-amerikanischer Informatiker und Manager
- Dirk Meyer (Fußballspieler) (* 1973), deutscher Fußballtorhüter
- Dirk Meyer (Synchronsprecher) (* 1975), deutscher Synchronsprecher
- Dirk Meyer-Bosse (* 1971), deutscher Journalist und Autor
- Dirk Meyer-Scharenberg (* 1954), deutscher Wirtschaftswissenschaftler und Hochschullehrer
- Dirk C. Meyer (Dirk Carl Meyer; * 1966), deutscher Physiker und Hochschullehrer
- Dore Meyer-Vax (1908–1980), deutsche Malerin
- Doris Meyer (1957–2012), deutsche Politikerin
- Dominique Meyer (* 1955), französischer Kulturmanager
- Dominique Meyer (Schauspieler) (1958–1993), Schweizer Schauspieler und Regisseur

### E
- E. Y. Meyer (Peter Meyer; * 1946), Schweizer Schriftsteller
- Eberhard Meyer, deutscher Filmschaffender
- Eckart Meyer (1907–1990), deutscher Phytopathologe und Hochschullehrer
- Eckhard Meyer, deutscher Basketballspieler
- Eckhard Meyer-Zwiffelhoffer (* 1955), deutscher Althistoriker
- Eden Meyer (* 1965), namibischer Rugby-Union-Spieler
- Edgar Meyer (Maler) (1853–1925), österreichischer Maler
- Edgar Meyer (Physiker) (1879–1960), deutscher Physiker
- Edgar Meyer (Musiker) (* 1960), amerikanischer Kontrabassist, Komponist und Arrangeur
- Edith Meyer (Leichtathletin) (* vor 1961), deutsche Leichtathletin
- Edith Meyer von Kamptz (1884–1969), deutsche Malerin und Bildhauerin
- Edmund Meyer (1864–1931), deutscher Mediziner und Hochschullehrer
- Edouard Meyer (1899–1975), Schweizer Geologe
- Eduard Meyer (Politiker, 1804) (1804–1867), deutscher Pfarrer und Politiker
- Eduard Meyer (Orgelbauer) (1806–1889), deutscher Orgelbauer
- Eduard Meyer (Richter) (1817–1901), deutscher Jurist und Mitglied des Preußischen Herrenhauses
- Eduard Meyer (Bierbrauer) (1826–1899), deutscher Kaufmann und Bierbrauer
- Eduard Meyer (Theologe) († 1918), D. theol., Geh. Oberkonsistorialrat, Konsistorialpräsident in Berlin
- Eduard Meyer (1855–1930), deutscher Althistoriker
- Eduard Meyer (Domänenpächter) (1859–1931), deutscher Domänenrat und Pflanzen- und Tierzüchter
- Eduard Meyer (Jurist) (1869–nach 1933), Verwaltungsjurist und Bezirksoberamtmann in Bayreuth
- Eduard Meyer (Politiker, 1874) (1874–nach 1918), elsässischer Jurist und Politiker
- Eduard Meyer (Architekt) (1877–nach 1929), deutscher Architekt
- Eduard Meyer (Politiker), deutscher Politiker im Freistaat Lippe
- Eduard Meyer (Pferdezüchter) (1885–1965), deutscher Verwaltungslandwirt und Pferdezüchter
- Eduard Meyer (Philosoph) (1888–1977), deutscher Professor für Philosophie
- Eduard Meyer (Rechtsanwalt) (1895–1931), deutscher Rechtsanwalt
- Eduard Meyer-Mayor (1886–1964), Schweizer Fabrikant
- Eduard Lorenz Lorenz-Meyer (1856–1926), deutscher Unternehmer, Kunstsammler, Heraldiker und Kunstmäzen
- Edvard Emil Meyer (1803–1879), dänischer Kaufmann und Inspektor von Grönland
- Edward C. Meyer (1928–2020), US-amerikanischer Offizier
- Edward H. Meyer (1927–2023), US-amerikanischer Manager
- Egon Meyer (* 1929), deutscher Flottillenadmiral
- Ela Meyer (* 1973), deutsche Autorin
- Elana Meyer (* 1966), südafrikanische Langstreckenläuferin
- Elard Hugo Meyer (1837–1908), deutscher Indogermanist
- Elias Meyer (1718–1798), deutscher jüdischer Funktionär
- Elisabeth Meyer-Marthaler (1916–2001), Schweizer Historikerin
- Elisabeth Meyer-Renschhausen (1949–2022), deutsche Soziologin
- Elisabeth Meyer-Spreckels (1890–1974), deutsche Politikerin (CSU), Mitglied der Verfassunggebenden Landesversammlung in Bayern
- Elisabeth Hilmo Meyer (* 1976), norwegische Handballspielerin
- Elisabeth Irmgard Meyer (* 1953), Biologin, Limnologin und Hochschullehrerin
- Elise Meyer (1825–1878), Schweizer Dichterin
- Elise Steiger-Meyer (1838–1905), Schweizer Sozialfürsorgerin und Redaktorin
- Elizabeth Meyer (* 1953), US-amerikanische Seglerin und Geschäftsfrau
- Elke Meyer (* 1963), deutsche Schriftstellerin
- Ellen Meyer-Rogge (* 1966), deutsche Autorin und Ärztin
- Elsbeth Meyer (1911–1948), Schweizer Lehrerin und Bildhauerin
- Elsbeth Meyer-Baltensweiler (1925–2022), Schweizer Theologin und Lieddichterin
- Elsbeth Meyer-Förster (1868–1902), deutsche Schriftstellerin
- Emanuel Meyer (1813–1895), Schweizer Unternehmer und Politiker
- Emil Meyer (Bankier) (1841–1899), deutscher Bankier
- Emil Meyer (Evangelist) (1869–1949), deutscher Prediger und Evangelist
- Emil Meyer (Bildhauer) (1872–??), deutscher Bildhauer
- Emil Meyer (Archivar) (1886–1972), Schweizer Archivar und Historiker
- Emil Meyer (Politiker) (1897–1985), deutscher Politiker
- Emil Meyer (Maler) (1910–1972), Schweizer Maler und Holzschneider
- Emil Meyer-Hauser (?–1955/1956), Schweizer Journalist und Verleger
- Emil Haefeli-Meyer (1866–1936), Schweizer Unternehmensgründer
- Emil Heinrich Meyer (1886–1945), deutscher Jurist, Wirtschaftswissenschaftler und Manager
- Emil Johannes Meyer (1885–1949), deutscher Verleger
- Emil Karl Friedrich Meyer (1792–1861), deutscher Generalmajor
- Emile Meyer (1910–1987), US-amerikanischer Schauspieler
- Emilie Gutzwiller-Meyer (1868–1929), Schweizer Frauenrechtlerin
- Emily Meyer (* 2001), österreichische Tennisspielerin
- Emma Meyer-Brenner (1847–1903), Schweizer Schriftstellerin
- Emma Eleonore Meyer (1859–1921), dänische Malerin
- Emmi Kähler-Meyer (1903–1998), deutsche Afrikanistin
- Emmy Meyer (Malerin) (1866–1940), deutsche Malerin
- Emmy Meyer-Laule (1899–1985), deutsche Politikerin (SPD)
- Enno Meyer (1913–1996), deutscher Lehrer und Historiker
- Ephraim Meyer (1779–1849), deutscher Bankier
- Erdmuthe Meyer zu Bexten, (* 1962), deutsche Informatikerin
- Erenbert Meyer (1716–1800), deutscher Geistlicher, Abt von Kremsmünster
- Erhard Meyer (Fußballspieler) (* 1942), deutscher Fußballspieler
- Erhard Meyer-Galow (* 1942), deutscher Chemiker
- Erich Meyer (Politiker, 1858) (1858–1929), deutscher Politiker (DVP), MdL Braunschweig
- Erich Meyer (Mediziner) (1874–1927), deutscher Internist und Hochschullehrer
- Erich Meyer (Ingenieur) (1875/1876–1928), deutscher Ingenieur, Agrartechnologe und Hochschullehrer
- Erich Meyer (Pfarrer) (1884–1955), deutscher evangelischer Theologe und Mitglied der kurhessischen Ständeversammlung
- Erich Meyer (Kunsthistoriker) (1897–1967), deutscher Kunsthistoriker und Museumsdirektor
- Erich Meyer (Grafiker) (Erich Meyer-Stephan; 1898–1983), deutscher Grafiker, Typograf und Sänger (Bass)
- Erich Meyer (Politiker, 1900) (1900–1968), deutscher Politiker (SPD)
- Erich Meyer (Rassentheoretiker) (1905–??), deutscher Lehrer und Rassentheoretiker
- Erich Meyer (Astronom) (* 1951), österreichischer Astronom
- Erich Meyer-Düwerth (1902–1986), deutscher Schriftsteller
- Erich Meyer-Geweke (1896–nach 1965), deutscher Journalist und Schriftleiter
- Erich Meyer-Gmunden (1893–1959), deutscher Journalist und Wirtschaftsredakteur
- Erich Meyer-Heisig (1907–1964), deutscher Kunst- und Kulturhistoriker
- Erik Meyer-Helmund (1861–1932), deutscher Komponist
- Erna Meyer (1890–1975), deutsch-israelische Haushaltswissenschaftlerin
- Ernest Meyer (1865–1919), französischer Reitsportler
- Ernst Meyer (Botaniker) (1791–1858), deutscher Botaniker
- Ernst Meyer (Maler) (1797–1861), deutsch-dänischer Maler
- Ernst von Meyer (Chemiker) (Ernst Sigismund Christian Meyer; 1847–1916), deutscher Chemiker
- Ernst Meyer (Forstmann) (1869–1914), deutscher Forstbeamter
- Ernst Meyer (Mediziner) (1871–1931), deutscher Psychiater und Hochschullehrer
- Ernst Meyer (Politiker, 1886) (1886–1948), deutscher Politiker, Oberbürgermeister von Celle
- Ernst Meyer (Politiker, 1887) (1887–1930), deutscher Parteifunktionär und Politiker (KPD), MdL Preußen
- Ernst Meyer (Schliemannforscher) (1888–1968), deutscher Schliemannforscher
- Ernst Meyer (Unternehmer, 1889) (1889–1973), Schweizer Bauunternehmer
- Ernst Meyer (Jurist) (1892–1969), deutscher Diplomat, Wissenschaftler und Politiker (SPD)
- Ernst Meyer (Maler, 1897) (1897–??), deutscher Maler
- Ernst Meyer (Unternehmer, 1897) (1897–1967), Schweizer Uhrenindustrieller
- Ernst Meyer (Historiker) (1898–1975), deutscher Althistoriker
- Ernst Meyer (Versicherungsmanager) (1908–1972), deutscher Versicherungsjurist und Manager
- Ernst Meyer (Redakteur) (1908–1994), deutscher Journalist und Redakteur
- Ernst Meyer (Pädagoge) (1920–2007), deutscher Pädagoge
- Ernst Meyer (Schauspieler) (1932–2008), dänischer Schauspieler
- Ernst Meyer (Fussballspieler) (* 1942), Schweizer Fußballspieler
- Ernst Meyer (Politiker, 1951) (* 1951), belgischer Arzt und Politiker (Vivant)
- Ernst Meyer (Fussballtrainer), Schweizer Fußballtrainer
- Ernst Meyer-Camberg (1904–1985), deutscher Mediziner und Studentenhistoriker
- Ernst Meyer-Hermann (1902–nach 1980), deutscher Lehrer und Heimatforscher
- Ernst Meyer-Leverkus (1863–1942), deutscher Unternehmer und Wirtschaftsfunktionär
- Ernst Meyer-Lüerßen (1870–1940), deutscher Jurist, Politiker und Diplomat
- Ernst Meyer-Margreth (1897/1898–1983), deutscher Jurist und Staatsanwalt
- Ernst Meyer-Olbersleben (1898–1991), deutscher Komponist, Musiker, Dirigent und Musikpädagoge, siehe Ernst Meyerolbersleben
- Ernst Schwedeler-Meyer (1867–1934), deutscher Kunsthistoriker und Museumsdirektor
- Ernst Albert Meyer (1899–1965), Schweizer Maler und Radierer
- Ernst Fredrik Wilhelm Meyer (1847–1925), schwedischer Politiker
- Ernst Heinrich Meyer-Stiens (auch Ernstheinrich Meyer-Stiens; 1932–2012), deutscher Lehrer, Journalist und Publizist
- Ernst Heinrich Friedrich Meyer, siehe Ernst Meyer (Botaniker)
- Ernst Heinrich Wilhelm Meyer (1870–1948), deutscher Jurist und Schriftsteller
- Ernst Hermann Meyer (1905–1988), deutscher Komponist und Musiksoziologe
- Ernst Ludolf Meyer (1848–1922), deutscher Maler
- Ernst-Otto Meyer (1927–2010), deutscher Fußballspieler
- Ernst Otto Meyer LaBastille (1897–1966), deutsch-brasilianischer Luftfahrtunternehmer, siehe Otto Ernst Meyer
- Ernst Wilhelm Meyer (1779–1868), deutscher Orgelbauer
- Erwin Meyer (Jurist) (1888–1970), deutscher Verwaltungsjurist
- Erwin Meyer (Physiker) (1899–1972), deutscher Elektroingenieur und Physiker
- Erwin Meyer (Fussballspieler) (* 1957), Schweizer Fußballspieler
- Esaias Meyer (1684–1771), deutscher Politiker, Bürgermeister von Heilbronn
- Eugen Meyer (1857–1936), Schweizer Ingenieur, siehe Albert Eugen Meyer
- Eugen Meyer (Rabbiner) (Eugen Mayer; 1867–1930), deutscher Rabbiner
- Eugen Meyer (Ingenieur) (1868–1930), deutscher Ingenieur
- Eugen Meyer (Historiker) (1893–1972), deutscher Historiker
- Eugen Meyer-Belart (1891–1940), Schweizer Maler
- Eugen Meyer-Peter (1883–1969), Schweizer Wasserbauingenieur und Hochschullehrer
- Eugen Meyer-Sidler (1910–2000), Schweizer Heimatforscher
- Eugene Meyer (1875–1959), US-amerikanischer Finanzmanager
- Eva Meyer (Philosophin) (* 1950), deutsche Philosophin und Schriftstellerin
- Eva Meyer-Hermann (* 1962), deutsche Kunsthistorikerin und Ausstellungskuratorin
- Eve Meyer (1928–1977), US-amerikanisches Model, Schauspielerin und Filmproduzentin
- Ewald Meyer (1911–2003), deutscher Maler und Grafiker

### F
- Fabienne Meyer (* 1981), Schweizer Bobsportlerin
- Falk Meyer (1942–2019), deutscher Ingenieur und Beamter
- Fanny Meyer (Malerin) (1842–1909), deutsche Landschaftsmalerin
- Fanny Meyer (Puppenspielerin) (1905–1943), deutsche Puppenspielerin
- Felix Meyer (Maler) (1653–1713), Schweizer Maler
- Felix Meyer (Geiger) (1847–1914), deutscher Geiger
- Felix Meyer (Entomologe) (1853–1926), deutscher Zahnarzt und Entomologe
- Felix Meyer (Unternehmer) (1875–1950), deutscher Unternehmensgründer und Erfinder
- Felix Meyer (Sänger) (* 1975), deutscher Musiker
- Felix Meyer (Fußballspieler) (* 2002), deutscher Fußballspieler
- Ferdinand Meyer (Politiker) (1799–1840), Schweizer Politiker und Historiker
- Ferdinand Meyer (Maler) (1833–1917), deutscher Genre- und Porträtmaler
- Ferdinand Meyer (Unternehmer) (1897–1988), Schweizer Unternehmer
- Flemming Meyer (* 1951), dänischer Politiker (SSW)
- Florian Meyer (Schiedsrichter) (* 1968), deutscher Fußballschiedsrichter
- Florian Meyer (Kunsthändler) (* 1977), deutscher Kunst- und Antiquitätenhändler
- Florian Meyer (Fußballspieler) (* 1987), deutscher Fußballspieler
- Florian Meyer-Langenfeld (* 1937), deutscher Cellist, Dirigent und Festivalinitiator
- Florence Meyer (1911–1962), US-amerikanische Fotografin
- Franc Meyer (* 1965), deutscher Chemiker
- Frank Meyer (Fußballspieler, 1957) (* 1957), deutscher Fußballspieler (OSC Bremerhaven)
- Frank Meyer (Mediziner) (* 1960), deutscher Arzt und Buchautor
- Frank Meyer (Fußballspieler, 1966) (* 1966), deutscher Fußballspieler (VfB Oldenburg)
- Frank Meyer (Journalist) (* 1969), deutscher Fernsehmoderator und Journalist
- Frank Meyer (Politiker) (* 1974), deutscher Politiker (SPD), Oberbürgermeister der Stadt Krefeld
- Frank Meyer (Rechtswissenschaftler) (* 1975), deutscher Strafrechtswissenschaftler an der Universität Heidelberg
- Frank Meyer (Pianist), deutscher Jazzpianist und Arrangeur
- Frank Meyer-Thurn (1959–2009), deutscher Musiker und Musikproduzent
- Frank A. Meyer (* 1944), Schweizer Journalist
- Frank P. Meyer (* 1962), deutscher Schriftsteller
- Frank S. Meyer (1909–1972), US-amerikanischer Philosoph und Herausgeber
- Franz Meyer (Bankier) (1799–1871), deutscher Bankier
- Franz Meyer (Mathematiker) (1856–1934), deutscher Mathematiker
- Franz Meyer (Ingenieur) (1868–1933), deutscher Ingenieur, Konstrukteur optischer Instrumente
- Franz Meyer (Politiker, 1882) (1882–1945), deutscher Politiker (Zentrum)
- Franz Meyer (Unternehmer) (1889–1962), Schweizer Unternehmer
- Franz Meyer (Kunsthistoriker) (1919–2007), Schweizer Kunsthistoriker
- Franz Meyer (Politiker, 1953) (* 1953), deutscher Politiker (CSU)
- Franz Meyer (Historiker) (* 1953), deutscher Historiker und Archivar
- Franz Meyer-Ambros (1882–1957), deutscher Dirigent und Komponist
- Franz Andreas Meyer (1837–1901), deutscher Bauingenieur
- Franz Karl Meyer (Politiker) (1906–1983), deutscher Politiker (SPD)
- Franz Karl Meyer-Brodnitz (1897–1943), deutscher Gewerbehygieniker
- Franz Sales Meyer (1849–1927), deutscher Ornamentiker, Autor und Hochschullehrer
- Franz Sales Meyer (Ingenieur) (1907–nach 1970), deutscher Ingenieur, Architekt und Ministerialbeamter
- Franz Xaver Meyer (Komponist) (1847–??), deutscher Komponist, Pianist, Musiklehrer und Jurist
- Franz Xaver Meyer (Politiker) (1878–1940), deutscher Politiker, MdL Bayern
- Franz Xaver Meyer (Dirigent) (1933–2017), österreichischer Dirigent, Pianist und Musikpädagoge
- Franziska Meyer (* 1991), deutsche Mountainbikerin
- Franziska Meyer Price (* 1962), deutsche Regisseurin
- Fred Meyer (Ringer) (Frederick Julius Meyer; 1900–1983), US-amerikanischer Ringer
- Fred Meyer (Turner) (Frederick H. Meyer; 1910–1996), US-amerikanischer Turner
- Freddy Meyer (* 1981), US-amerikanischer Eishockeyspieler
- Frederick Meyer (Designer) (Frederick Heinrich Wilhelm Meyer; 1872–1961), US-amerikanischer Designer
- Frederick Meyer (Fotograf), US-amerikanischer Fotograf
- Frederick Brotherton Meyer (1847–1929), britischer Baptist, Evangelist und Missionar
- Frederick Gustav Meyer (1917–2006), US-amerikanischer Botaniker
- Fredrik Meyer (1916–1989), norwegischer Segler und Offizier
- Fredy Meyer (1945–2024), deutscher Historiker
- Friedel Meyer (Fußballspieler) (1919–2001), deutscher Fußballspieler
- Friedel Meyer (Politiker) (1929–2007), deutscher Politiker (FDP)
- Frieder Meyer-Krahmer (* 1949), deutscher Ökonom
- Friedhelm Meyer auf der Heide (* 1954), deutscher Informatiker
- Friedrich Meyer (Politiker, 1570) (1570–1637), deutscher Politiker, Bürgermeister von Leipzig
- Friedrich Meyer (Kupferstecher), Schweizer Kupferstecher
- Friedrich Meyer (Maler) (1816–nach 1842), deutscher Maler und Radierer
- Friedrich Meyer (Politiker, 1826) (1826–1888), deutscher Jurist und Politiker, MdR
- Friedrich Meyer (Theologe, 1832) (1832–1891), deutscher Theologe
- Friedrich Meyer (Theologe, 1840) (1840–1911), deutscher Theologe
- Friedrich Meyer (Politiker, 1840) (1840–1911), deutscher Maler und Politiker, MdR
- Friedrich Meyer, Pseudonym Friedrich Basil (1862–1938), deutscher Schauspieler, Regisseur und Schauspiellehrer
- Friedrich Meyer (General) (1886–1975), deutscher Generalmajor
- Friedrich Meyer (Industrieller) (1893–1974), Schweizer Industrieller
- Friedrich Meyer (Politiker, 1910) (1910–1975), deutscher Politiker (SPD)
- Friedrich Meyer, eigentlicher Name von Fritz Meyer-Scharffenberg (1912–1975), deutscher Schriftsteller
- Friedrich Meyer (SS-Mitglied) (1912–2001), deutscher SS-Hauptsturmführer
- Friedrich Meyer (Musiker) (1915–1993), deutscher Komponist, Arrangeur und Bandleader
- Friedrich Meyer (Mediziner) (1920–1976), deutscher Pharmakologe und Hochschullehrer
- Friedrich Meyer (Astrophysiker) (* 1928), deutscher Astrophysiker
- Friedrich Meyer-Abich (1895–1972), deutscher Jurist und Verwaltungsbeamter
- Friedrich Meyer-Fischer († 1925), Schweizer Journalist
- Friedrich Meyer-Oertel (1936–2021), deutscher Opernregisseur
- Friedrich Meyer-Rubritius (1890–1950), österreichischer Maler
- Friedrich Meyer-Schulthess (1792–1870), Schweizer Offizier und Maler
- Friedrich Meyer-Tödten (1907–1972), deutscher Musikforscher und Schulleiter
- Friedrich Meyer-Westphalen (1900–1962), deutscher Jurist und Richter
- Friedrich Albert Meyer (Pseudonym F. A. Ringer; 1883–1967), deutscher Journalist, Autor und Stadtarchivar
- Friedrich Albrecht Anton Meyer (1768–1795), deutscher Zoologe
- Friedrich August Meyer (um 1750–1805), deutscher Arzt und Naturforscher
- Friedrich Elias Meyer der Ältere (um 1723–1785), deutscher Bildhauer und Porzellanmodelleur
- Friedrich Elias Meyer der Jüngere († 1790), deutscher Bildhauer
- Friedrich Johann Meyer (1814–1882), deutscher Jurist und Politiker
- Friedrich Johann Lorenz Meyer (1760–1844), deutscher Jurist, Präses und Reiseschriftsteller
- Friedrich Karl Meyer (1926–2012), deutscher Botaniker
- Friedrich Ludwig Wilhelm Meyer (Bramstedter Meyer; 1759–1840), deutscher Jurist, Bibliothekar, Publizist und Schriftsteller
- Friedrich Marquard Meyer (1769–1834), deutscher Pfarrer
- Friedrich Max Meyer (1819–1897), deutscher Kaufmann
- Friedrich Siegmund von Meyer (1775–1829), deutscher Beamter und Politiker
- Friedrich Theodor Meyer (1870–1928), deutscher Unternehmer
- Friedrich Wilhelm Meyer (Verleger) (1695–1774), deutscher Drucker und Verleger
- Friedrich Wilhelm Meyer (Kupferstecher) (1777–1826), deutscher Kupferstecher
- Friedrich Wilhelm Meyer (Politiker) (1797–1879), deutscher Jurist und Politiker, Bürgermeister von Zwickau
- Friedrich Wilhelm Meyer (Dirigent) (1818–1893), deutscher Dirigent
- Friedrich Wilhelm Meyer (Maler) (1900–1968), deutscher Maler
- Friedrich Wilhelm Meyer-Brink (1912–1973), deutscher Spielleiter, Dramaturg und Mundartautor
- Fritjof Meyer (* 1932), deutscher Journalist
- Fritz Meyer (Politiker, 1881) (1881–1953), deutscher Politiker (NSDAP)
- Fritz Meyer (Jurist) (1884–1953), Verwaltungsjurist und Bezirksoberamtmann
- Fritz Meyer (General) (1893–1954), deutscher Generalmajor der Wehrmacht
- Fritz Meyer (Politiker, 1894) (1894–1963), Schweizer Politiker (SP)
- Fritz Meyer (Rechtsanwalt) (1898–1980), deutscher Rechtsanwalt und Kommunalpolitiker
- Fritz Meyer (Politiker, 1901) (1901–1980), deutscher Politiker
- Fritz Meyer (Schriftsteller) (1914–1964), Schweizer Schriftsteller
- Fritz Meyer (Ingenieur) (1915–1982), deutscher Getränkefabrikant, Ingenieur und Verbandsfunktionär
- Fritz Meyer (Richter) (* 1927), deutscher Bundesrichter 1969 bis 1989
- Fritz Meyer-Fierz (1847–1917), Schweizer Unternehmer, Mäzen und Kunstsammler
- Fritz Meyer-Opderbecke (1885–1966), deutscher Verleger
- Fritz Meyer-Roland (1923–2001), deutscher Maler und Grafiker
- Fritz Meyer-Scharffenberg (1912–1975), deutscher Journalist und Schriftsteller
- Fritz Meyer-Struckmann (1908–1984), deutscher Bankier und Jurist
- Fritz Spieler-Meyer (1893–1974), Schweizer Mediziner, Sozialreformer und Verbandsfunktionär
- Fritz H. Meyer (1875–1953), deutscher Pathologe
- Fritz W. Meyer (1907–1980), deutscher Ökonom

### G
- Gabriele Meyer (Pflegewissenschaftlerin) (* 1966), deutsche Gesundheits- und Pflegewissenschaftlerin
- Gabriele Meyer-Dennewitz (1922–2011), deutsche Malerin und Grafikerin
- Gabriele Undine Meyer (* 1955), deutsche Künstlerin
- Gabrielle Meyer (1947–2018), französische Sprinterin
- Gebhard Theodor Meyer (1633–1693), deutscher Ethnologe und Theologe, siehe Gebhardt Theodor Meier
- Geo Meyer (1896–?), deutscher Maler und Kunstgewerbelehrer
- Georg Meyer (1533–1606), deutscher Mediziner, siehe Georg Marius
- Georg Meyer (Kartäuserprior), deutscher Geistlicher, Prior der Kölner Kartause
- Georg Meyer (Ingenieur) (1834–1905), deutscher Maschinenbauingenieur und Hochschullehrer
- Georg Meyer (Architekt) (1834–1907), deutscher Architekt und Baumeister
- Georg Meyer (Politiker, 1841) (1841–1900), deutscher Jurist, Hochschullehrer und Politiker, MdR
- Georg Meyer (Chemiker) (1857–1950), deutscher Physikochemiker und Hochschullehrer
- Georg Meyer (1866–1935), deutscher Opernsänger (Tenor), siehe Georg Marion
- Georg Meyer (Graphologe) (1869–1917), deutscher Mediziner, Psychiater und Graphologe
- Georg Meyer (Sportschütze) (1868–19??), deutscher Sportschütze
- Georg Meyer (Politiker, 1872) (1872–1950), deutscher Politiker (SPD), MdL Bayern
- Georg Meyer (Jurist) (1880–1943), deutscher Jurist und Ministerialbeamter
- Georg Meyer (Politiker, 1889) (1889–1968), deutscher Politiker (SPD), MdA Berlin
- Georg Meyer (Jagdflieger) (1893–1926), deutscher Jagdflieger
- Georg Meyer (Zahnmediziner) (* 1948), deutscher Zahnmediziner
- Georg Meyer-Ball (1854–nach 1899), deutscher Maler
- Georg Meyer-Erlach (1877–1961), deutscher Chemiker und Studentenhistoriker
- Georg Meyer zu Hörste (1901–nach 1964), deutscher Kinderarzt und Hochschullehrer
- Georg Meyer-Steglitz (1868–1929), deutscher Bildhauer
- Georg Meyer-Zimmermann (1814–1895), Schweizer Maler
- Georg Christian Lorenz Meyer (1787–1866), deutscher Kaufmann und Senator in Hamburg
- Georg Christian Ludolph Meyer (1742–1812), deutscher Händler, Brauer, Politiker, Beamter und Autor
- Georg Conrad Meyer (1774–1816), deutscher Publizist
- Georg Franz Meyer (1917–nach 1981), österreichischer Mediziner und SS-Obersturmführer
- Georg Friedrich Meyer (Geodät) (1645–1693), Schweizer Geodät, Mathematiker und Kartograph
- Georg Friedrich Meyer (Maler) (1733–1779), deutscher Maler
- Georg Friedrich Wilhelm Meyer (1782–1856), deutscher Botaniker
- Georg Heinrich Meyer (1872–1931), deutscher Verleger und Verlagsbuchhändler
- Georg Hermann von Meyer (1815–1892), deutscher Anatom und Hochschullehrer
- Georg Theodor Meyer (1798–1870), deutscher Advokat, Dichterjurist und Politiker
- George Meyer (Mediziner) (1860–1923), deutscher Mediziner
- George Meyer (Richter) (1828–1889), deutscher Jurist und Richter
- George Meyer (Fußballtrainer), US-amerikanischer Fußballtrainer
- George Meyer (Drehbuchautor) (* 1956), US-amerikanischer Drehbuchautor und Produzent
- George Meyer-Goll (1949–2023), deutscher Schauspieler und Musiker
- George von Lengerke Meyer (1858–1918), US-amerikanischer Politiker
- George W. Meyer (Songwriter) (George William Meyer; 1884–1959), US-amerikanischer Songwriter
- George W. Meyer (Literaturwissenschaftler) (George Wilbur Meyer; 1912–1967), US-amerikanischer Literaturwissenschaftler und Herausgeber
- Georges Meyer-Darcis (1860–1913), Schweizer Unternehmer, Botaniker, Entomologe und Sammler
- Gerald Meyer (* 1964), deutscher Fernsehmoderator und Journalist
- Gerd Meyer (Maler) (1894–1987), deutscher Maler
- Gerd Meyer (Richter) (1906–1984), deutscher Richter am BGH
- Gerd Meyer (General) (* 1938), deutscher Brigadegeneral
- Gerd Meyer (Politikwissenschaftler) (* 1942), deutscher Politikwissenschaftler
- Gerd Meyer (Politiker) (* 1944), deutscher Politiker (CDU), MdL Saarland
- Gerd Meyer (Aktivist) (1946–2021), deutscher Friedensaktivist
- Gerd Meyer (Chemiker) (* 1949), deutscher Chemiker
- Gerd Meyer (Ruderer) (* 1963), deutscher Ruderer
- Gerd Meyer (Synchronsprecher) (* 1966), deutscher Schauspieler und Synchronsprecher
- Gerda Meyer-Bernstein (1923–2024), deutsch-US-amerikanische Installationskünstlerin
- Gerda Stocker-Meyer (1912–1997), Schweizer Journalistin
- Gerhard Meyer (Kaufmann, 1774) (1774–1855), deutscher Kaufmann und Dombauherr
- Gerhard Meyer (Bibliothekar) (1900–1984), deutscher Bibliothekar
- Gerhard Meyer (Ökonom) (1903–1973), deutscher Ökonom
- Gerhard Meyer (Theologe) (1907–1939), deutscher evangelischer Theologe, Pfarrer und NSDAP-Propagandist
- Gerhard Meyer (Landessuperintendent) (1909–1994), deutscher Geistlicher
- Gerhard Meyer (Unternehmer) (1910–1971), deutscher Unternehmer, Kaufmann und Erfinder
- Gerhard Meyer (Regisseur) (1915–2002), deutscher Schauspieler, Regisseur und Intendant
- Gerhard Meyer (Widerstandskämpfer) (1919–1942), deutscher Widerstandskämpfer
- Gerhard Meyer (Diplomat) (1930–2010), deutscher Diplomat
- Gerhard Meyer (* 1944), deutscher Lehrer und Politiker (CDU), siehe Gerd Meyer (Politiker)
- Gerhard Meyer (Bischof) (* 1949), deutscher Geistlicher, Bischof der Episkopalkirche
- Gerhard Meyer (Psychologe) (* 1952), deutscher Psychologe und Hochschullehrer
- Gerhard Meyer (Physiker) (* 1957), deutscher Physiker
- Gerhard Meyer-Hentschel (1911–2005), deutscher Jurist und Richter
- Gerhard Meyer-Schwickerath (1920–1992), deutscher Augenarzt und Hochschullehrer
- Gerhard Meyer-Sichting (1902–1980), deutscher Musiker
- Gerhard Meyer-Willner (* 1942), deutscher Pädagoge und Hochschullehrer
- Gerhard Lucas Meyer (1830–1916), deutscher Industrieller
- Gerhard Moritz Meyer (1937–2016), deutscher Rechtsanwalt, Geschäftsführer und Politiker (FDP)
- Gerhard Rudolf Meyer (1908–1977), deutscher Archäologe
- Gernot Meyer-Grönhof (* 1951), deutscher Maler und Bildhauer
- Gero Meyer (* 1978), deutscher Voltigierer
- Gerold Meyer (Benediktiner) (1729–1810), Schweizer Benediktinermönch
- Gerold Meyer von Knonau (Archivar) (1804–1858), Schweizer Archivar
- Gerold Meyer von Knonau (Historiker) (1843–1931), Schweizer Historiker
- Gert Meyer (Politikwissenschaftler) (* 1943), deutscher Politikwissenschaftler und Historiker
- Gert Meyer (Fußballspieler) (* 1946), deutscher Fußballspieler und -trainer
- Gertrud Meyer (Autorin) (1898–1975), deutsche Antifaschistin und Autorin
- Gertrud Meyer (1914–1999), deutsche Kunstturnerin, siehe Trude Meyer
- Gertrud Meyer (Politikerin) (1914–2002), deutsche Sekretärin und Exilpolitikerin in Norwegen
- Gertrud Meyer-Denkmann (1918–2014), deutsche Komponistin, Pianistin, Musikwissenschaftlerin und Musikpädagogin
- Gisbert Meyer (1902–1966), Schweizer Architekt
- Gordian Meyer-Plath (* 1968), deutscher Verfassungsschutzbeamter
- Gottfried Meyer (Jurist) (1855–1933), deutscher Jurist, Richter und Universitätskurator
- Gottfried Meyer (Architekt) (1858–1921), Schweizer Architekt
- Gottlieb Meyer (1855–1940), Schweizer Druckereiunternehmer und Verleger
- Gottlieb Meyer (Maler) (Pseudonyme Liebala, Lorenz Sebald; 1893–1975), deutscher Maler, Grafiker und Mundartdichter
- Gottlob Wilhelm Meyer (1768–1816), deutscher lutherischer Theologe, Geistlicher und Hochschullehrer
- Gregor Meyer (* 1979), deutscher Chorleiter und Pianist
- Greta Meyer (1883–1965), deutschamerikanische Film- und Theaterschauspielerin
- Grethe Meyer (1918–2008), dänische Architektin und Designerin
- Guido Meyer (* 1959), deutscher römisch-katholischer Theologe
- Günter Meyer (Fotograf) (1927–2015), deutscher Eisenbahnfotograf
- Günter Meyer (Politiker) (* 1935), deutscher Politiker (CDU)
- Günter Meyer (Regisseur) (* 1940), deutscher Regisseur
- Günter Meyer (Geograph) (* 1946), deutscher Geograph und Orientalist
- Günter Meyer zur Heide (* 1936), deutscher Politiker (SPD), MdL Nordrhein-Westfalen
- Günther Meyer (Moderator) (* 1950), deutscher Rundfunkmoderator
- Günther Meyer (Produktionschef) (* 1928), deutscher Regisseur und Rundfunk-Produktionschef
- Günther Meyer-Jagenberg (1896–1967), deutscher Fabrikant
- Gustav Meyer (Jurist, 1813) (1813–1884), deutscher Richter und Politiker
- Gustav Meyer (Gartenarchitekt) (1816–1877), deutscher Landschaftsgestalter
- Gustav Meyer (Jurist, 1834) (1834–1909), deutscher Jurist
- Gustav Meyer (Sprachwissenschaftler) (1850–1900), deutscher Sprachwissenschaftler
- Gustav Meyer, eigentlicher Name von Gustav Meyrink (1868–1932), österreichischer Schriftsteller
- Gustav Meyer (Politiker) (1890–1972), deutscher Politiker (NSDAP)
- Gustav Meyer (Philologe) (1897–1966), Schweizer Klassischer Philologe
- Gustav Meyer (Musiker) (1914–nach 2008), deutscher Oboist
- Gustav Meyer zu Belm (1889–1953), deutscher Politiker (DVP)
- Gustav Meyer-Buchwald (1881–1918), deutscher Maler
- Gustav Meyer-Lingen (1869–1944), deutscher Journalist und Redakteur
- Gustav August Louis Meyer (1894–1969), deutscher Landwirt und Politiker, Bürgermeister in Dorstadt
- Gustav Friedrich Meyer (1878–1945), deutscher Volkskundler
- Gustl Meyer (Auguste Meyer; 1904–1978), österreichische Malerin

### H
- Hajo Meyer (1924–2014), deutsch-niederländischer Physiker
- Hanna Meyer-Moses (1927–2024), deutsche jüdische Zeitzeugin
- Hannes Meyer (1889–1954), Schweizer Architekt
- Hannes Meyer (Bühnenbildner) (1923–1990), Schweizer Bühnenbildner
- Hanni Meyer (1921–1943), deutsche Putzmacherin und Widerstandskämpferin
- Hanns Meyer (1890–1965), deutscher Pädagoge und Publizist
- Hans Meyer (Schultheiss), Schultheiss von Winterthur von 1532 bis 1535
- Hans Meyer (Grafiker) (1846–1919), deutscher Grafiker und Hochschullehrer
- Hans Meyer (Pädagoge) (1849–1913), deutscher Geschichtslehrer, Dichter, Sprachforscher und Schriftsteller
- Hans Meyer (Admiral) (1855–1918), deutscher Konteradmiral
- Hans Meyer (Afrikaforscher) (1858–1929), deutscher Afrikareisender und Bergsteiger
- Hans Meyer (Architekt) (1867–1949), deutscher Baumeister und Architekt
- Hans Meyer, eigentlicher Name von Hans Basil (1872–nach 1914), deutscher Opernsänger (Bariton) und Schauspieler
- Hans Meyer (Mediziner, 1877) (1877–1964), deutscher Arzt und Röntgenologe
- Hans Meyer (Musiker) (1882–nach 1954), deutscher Bratschist
- Hans Meyer (Philosoph) (1884–1966), deutscher Philosoph und Pädagoge
- Hans Meyer (Diplomat) (1888–1964), deutscher Diplomat, Gesandtschaftsrat
- Hans Meyer (Verbandspolitiker) (1895–1977), deutscher Verbandspolitiker
- Hans Meyer (Geologe) (1897–1961), Schweizer Geologe
- Hans Meyer (Richter) (1897–1963), deutscher Richter
- Hans Meyer (Mediziner, 1900) (1900–1962), deutscher Mediziner und Ministerialbeamter
- Hans Meyer (Pfarrer) (1910–1971), deutscher Pfarrer
- Hans Meyer (Politiker, 1913) (1913–nach 1978), deutscher Politiker (KPD, KBW)
- Hans Meyer (Politiker, 1914) (1914–2007), deutscher Politiker, Bürgermeister von Hemer
- Hans Meyer (Jurist, 1917) (Hans Meyer-Fröhlich; 1917–1996), Schweizer Jurist und Politiker
- Hans Meyer (Fußballspieler, 1924) (* 1924), deutscher Fußballspieler
- Hans Meyer (Schauspieler) (1925–2020), südafrikanischer Schauspieler
- Hans Meyer (Fußballspieler, 1925) (* 1925), deutscher Fußballspieler
- Hans Meyer (Keramiker) (1925–1982), deutscher Keramiker
- Hans Meyer (Fußballspieler, 1931) (* 1931), deutscher Fußballspieler
- Hans Meyer (Jurist) (1933–2022), deutscher Rechtswissenschaftler und Hochschullehrer
- Hans Meyer (Ökonom) (* 1936), Schweizer Ökonom, Präsident der Schweizerischen Nationalbank
- Hans Meyer (Innenarchitekt) (* 1938), deutscher Innenarchitekt, Möbeldesigner und Hochschullehrer
- Hans Meyer (Fußballtrainer) (Hans-Joachim Meyer; * 1942), deutscher Fußballtrainer
- Hans Meyer-Benteli (1897–1956), Schweizer Drucker und Verleger
- Hans Meyer-Hanno (1906–1945), deutscher Musiker und Kabarettist
- Hans Meyer-Heinrich (1885–1976), deutscher Ingenieur und Wirtschaftsmanager
- Hans Meyer-Hörstgen (* 1948), deutscher Mediziner und Schriftsteller
- Hans Meyer-Kappeler (1924–1992), Schweizer Unternehmer
- Hans Meyer-Kassel (1872–1952), deutscher Porträtmaler und Zeichner
- Hans Meyer-Radon (1890/1891–1977), deutsch-amerikanischer Architekt
- Hans Meyer-Rahn (1868–1954), Schweizer Jurist und Kunsthistoriker
- Hans Meyer-Roscher (1907–2005), deutscher evangelischer Pfarrer, Superintendent und Kirchenhistoriker
- Hans Meyer-Rüegg (1856–1946), Schweizer Gynäkologe
- Hans Meyer-Seebohm (1882–1953), Präsident des ADAC 1948–1953
- Hans Meyer-Veden (1931–2018), deutscher Fotograf
- Hans Meyer-Winkler (1915–1992), Schweizer Architekt
- Hans Laely-Meyer (1920–2017), Schweizer Landammann und Heimatforscher
- Hans Lorenz-Meyer (1861–1947), deutscher Bauingenieur
- Hans Bernhard Meyer (Kunsthistoriker) (1898–1982), deutscher Kunsthistoriker und Autor
- Hans Bernhard Meyer (Jesuit) (1924–2002), deutscher Jesuit und Liturgiewissenschaftler
- Hans Chanoch Meyer (1909–1991), deutsch-israelischer Pädagoge und Rabbiner
- Hans Dieter Meyer (1936–2015), deutscher Jurist und Versicherungskritiker
- Hans Dieter Meyer (Historiker) (1929–2019), deutscher Althistoriker
- Hans Emil Meyer (1889–1954), besser bekannt als Hannes Meyer, Schweizer Architekt und Bauhausdirektor 1928–1930
- Hans Georg Meyer (Amtmann) (1674–1731), deutscher Hofmeister und Amtmann
- Hans Georg Meyer (General) (1792–1863), deutscher Generalleutnant
- Hansgeorg Meyer (Ingenieur) (1928–2020), deutscher Ingenieur, Fachdidaktiker für Elektrotechnik und Hochschullehrer
- Hansgeorg Meyer (Schriftsteller) (1930–1991), deutscher Schriftsteller
- Hans-Georg Meyer (Physiker) (1949–2018), deutscher Physiker und Hochschullehrer
- Hans Georg Meyer-Hoffmann (* 1942), deutscher Komponist
- Hansgünter Meyer (1929–2015), deutscher Soziologe und Hochschullehrer
- Hans H. Meyer-Mark (?–1958), deutscher Unternehmensberater
- Hans-Heinrich Meyer (* 1953), deutscher Geograf und Hochschullehrer für Standortkunde
- Hans-Hermann Meyer (1909–2000), deutscher Neurologe und Psychiater
- Hans Horst Meyer (1853–1939), deutscher Arzt und Pharmakologe
- Hans Jacob Albrecht Meyer (1794–1877), deutscher Schiffszimmermann
- Hans Jacob Heinrich Meyer (1795–1858), deutscher Buchdrucker, Kaufmann, Autor, Redakteur und Herausgeber
- Hans Jakob Meyer (1903–1981), Schweizer Bildhauer, Maler und Zeichner
- Hans Joachim Meyer (1936–2024), deutscher Politiker (CDU)
- Hans-Joachim Meyer (Mediziner) (* 1948), deutscher Mediziner und Verbandsfunktionär
- Hans-Joachim Meyer-Rienecker (1930–2014), deutscher Neurologe und Hochschullehrer
- Hans-Jochen Meyer-Höper (1935–2014), deutscher Konteradmiral
- Hans-Jörg Meyer (* 1964), deutscher Sportschütze
- Hans-Jürgen Meyer (Offizier) (1915–2010), deutscher Offizier und Lehrer
- Hans-Jürgen Meyer (Pastor) (1949–2023), deutscher Pfarrer
- Hans-Jürgen Meyer (Chemiker) (* 1958), deutscher Chemiker, Mineraloge und Hochschullehrer
- Hans Karl Meyer (1898–1989), deutscher Flottillenadmiral
- Hans Leopold Meyer (1871–1942), österreichischer Chemiker
- Hans Moritz Meyer (1910–1978), deutscher Bibliothekar
- Hans-Otto Meyer (* 1943), Schweizer Physiker und Hochschullehrer
- Hans Philipp Meyer (1919–1995), deutscher Theologe
- Hans-Reinhard Meyer-Piening (1937–2013), Schweizer Ingenieur und Hochschullehrer
- Hans Rudolf Meyer (Maler) (Meyer von Zollikon; 1913–2012), Schweizer Maler, Grafiker und Illustrator
- Hans Rudolf Meyer (1922–2005), Schweizer Politiker (LPS)
- Hans-Ulrich Meyer (* 1942), Schweizer Architekt
- Hans-Werner Meyer (* 1964), deutscher Schauspieler
- Harald Meyer (* 1972), Schweizer Japanologe
- Harald Meyer-Laurin (* 1934), deutscher Rechtshistoriker
- Harding Meyer (1928–2018), deutscher Theologe und Ökumeniker
- Harro Meyer (1905–1965), deutscher Mediziner und Politiker (SPD), MdL Baden-Württemberg
- Harry Meyer (* 1960), deutscher Maler
- Harry Martin Meyer (1928–2001), US-amerikanischer Virologe
- Hartmut Meyer (* 1943), deutscher Politiker
- Hartmut Meyer (Bühnenbildner) (* 1953), deutscher Bühnenbildner und Hochschullehrer
- Hedwig Meyer (1841–nach 1916), deutsche Schauspielerin
- Heike Meyer (* 1964), deutsche Schauspielerin
- Heiko Meyer (* 1976), deutscher Wasserspringer
- Heiner Meyer (* 1953), deutscher Künstler
- Heinrich Meyer (Maler) (Heinrich Adolph Meyer; 1760–1832), Schweizer Kunstschriftsteller, Kunsthistoriker, Zeichner und Maler
- Heinrich Meyer (Mediziner) (1767–1828), deutscher Arzt
- Heinrich Meyer (Numismatiker) (Heinrich Meyer-Ochsner; 1802–1871), Schweizer Philologe und Numismatiker
- Heinrich Meyer (Kolporteur) (1842–1919), deutscher Missionar und Kolporteur
- Heinrich Meyer (General, 1857) (1857–1939), deutscher Generalleutnant
- Heinrich Meyer (Werftdirektor) (1869–1942), deutscher Werftdirektor
- Heinrich Meyer (Politiker, 1871) (1871–1917), deutscher Politiker, Senator in Bremen
- Heinrich Meyer (Politiker, 1878) (1878–1948), deutscher Politiker (DHP, NLP, DP)
- Heinrich Meyer (Politiker, 1904) (1904–1938), deutscher Politiker (KPD)
- Heinrich Meyer (Literaturhistoriker) (1904–1977), deutsch-amerikanischer Literaturhistoriker
- Heinrich Meyer (Bischof) (1904–1978), deutscher Geistlicher und Missionar, Bischof in Lübeck
- Heinrich Meyer (Widerstandskämpfer) (1905–1990), Mitglied des Internationalen Sozialistischen Kampfbundes und Angehöriger einer Widerstandsgruppe in Neu-Isenburg
- Heinrich Meyer (General, 1915) (1915–1997), deutscher Brigadegeneral
- Heinrich Meyer (Pressemanager) (* 1948), deutscher Pressemanager
- Heinrich Meyer-Benfey (1869–1945), deutscher Philologe
- Heinrich Meyer-Bürdorf (1888–1971), deutscher General der Artillerie im Zweiten Weltkrieg
- Heinrich Meyer-Delius (1881–1955), deutscher Elektrotechniker
- Heinrich Meyer-Egg (1893–1943), deutscher Maler der Düsseldorfer Schule
- Heinrich Meyer zu Ermgassen (* 1938), deutscher Historiker
- Heinrich Meyer-Hendricks (?–1958), deutscher Verleger
- Heinrich Adolph Meyer (1822–1889), deutscher Industrieller und Meeresforscher
- Heinrich Adolph Meyer (1894–1988), deutscher Maler, siehe Adolph Meyer (Maler)
- Heinrich August Meyer (1773–1836), königlich hannoverscher und westphälischer Verwaltungsbeamter
- Heinrich August Wilhelm Meyer (1800–1873), deutscher Theologe und Geistlicher
- Heinrich Christian Meyer (1797–1848), deutscher Industrieller
- Heinrich Friedrich Meyer (Politiker) (1819–1894), deutscher Politiker
- Heinrich Friedrich Meyer (1871–1917), deutscher Politiker, siehe Heinrich Meyer (Politiker, 1871)
- Heinrich Friedrich Ludwig Meyer (1839–1928), deutscher Schachkomponist
- Heinrich H. D. Meyer (1950–2012), deutscher Ernährungswissenschaftler
- Heinrich Ludwig Meyer (auch Heinrich Ludwig Meyer-Helm; 1895–1967), deutscher Maler, Grafiker und Heimatforscher
- Heinrich Ludwig Albrecht Meyer (1901–1979), evangelisch-lutherischer Geistlicher und ein führender ostfriesischer Nationalsozialist
- Heinz Meyer (Musiker) (1888–1964), deutscher Pianist, Organist, Dirigent und Komponist
- Heinz Meyer (Politiker, 1897) (1897–1959), deutscher Politiker (SPD), MdB
- Heinz Meyer (Jurist), deutscher Jurist, Leiter der Rechtsabteilung des  Osteuropa-Instituts in Breslau
- Heinz Meyer (Politiker, 1911) (1911–1986), deutscher Politiker (SPD), MdBB
- Heinz Meyer (Politiker, 1927) (1927–1987), deutscher Politiker (SED), Mitglied der Zentralen Revisionskommission
- Heinz Meyer (Philologe) (* 1943), deutscher mittellateinischer Philologe
- Heinz Meyer (Rechtsextremist) (* 1960/1961), deutscher Rechtsextremist
- Heinz Meyer-Bruck (1927–1997), deutscher Architekt, Künstler und Kunsthistoriker
- Heinz Häberlin-Meyer (1898–1981), Schweizer Bankdirektor
- Heinz-Dieter Meyer (* 1952), Professor für die Steuerung von Bildungssystemen, Bildungsorganisation und -politik (Vergleichende Pädagogik)
- Heinz-Werner Meyer (1932–1994), deutscher Gewerkschafter
- Heinz-Werner Meyer-Lohse (1914–nach 1979), deutscher Diplomat
- Heiso Meyer (um 1650–1704), deutscher Glocken- und Stückgießer
- Helen Meyer (1920–1998), Schweizer Politikerin (CVP) und Journalistin
- Helene Meyer-Jenni (* 1962), Schweizer Politikerin (SP)
- Helene Meyer-Moringen (1898–1965), deutsche Malerin
- Helga Meyer (Schriftstellerin) (1929–2009), deutsche Schriftstellerin und Journalistin
- Helga Meyer (* 1939), deutsche Politikerin, siehe Helga Schuchardt
- Helga Meyer (Opernsängerin) (1942–2000), deutsche Opernsängerin
- Helga Meyer-Wagner (* 1938), österreichische Opernsängerin und Gesangspädagogin
- Helge-Björn Meyer (* 1968), deutscher Regisseur und Dramaturg
- Helgo Meyer-Hamme (* 1942), deutscher Mediziner
- Hellmut Meyer-Giesow (* 1937), deutscher Jurist und Versicherungsmanager
- Hellmuth Meyer (1912–2000), deutscher Jurist und Naturschützer
- Helmut Meyer (Ingenieur) (1898–1993), deutscher Landmaschinentechnologe und Präsident der Forschungsanstalt für Landwirtschaft
- Helmut Meyer (Schriftsteller) (1904–1983), deutscher Schriftsteller
- Helmut Meyer (Sportfunktionär) (1926–2001), deutscher Sportfunktionär
- Helmut Meyer (Tiermediziner) (* 1926), deutscher Tiermediziner, Landwirt und Hochschullehrer
- Helmut Meyer (Politiker) (1928–2012), deutscher Politiker (SPD)
- Helmut Meyer (Historiker) (* 1943), Schweizer Historiker und Sachbuchautor
- Helmut Meyer-Abich (1919–2008), deutscher Marineoffizier und Geologe
- Helmut Meyer-Abich (Ingenieur) (* 1951/1952), deutscher Bauingenieur und Hochschullehrer
- Helmut Meyer von Bremen (1902–1941), deutscher Komponist
- Helmut Meyer zur Capellen (* 1945), deutscher Fotograf
- Helmut Meyer-Dietrich (1909–nach 1969), deutscher Journalist
- Helmut Meyer-Weingarten (1911–1994), deutscher Maler
- Helmut Lorenz-Meyer (1908–1986), deutscher Wirtschaftsmanager
- Helmut G. Meyer (1947–2011), deutscher Geophysiker
- Helmut Gerold Meyer (* 1953), deutscher Komponist
- Helmuth Meyer (1833–1902), deutscher Lehrer, Rektor und Schriftsteller
- Hendrik Meyer-Ohle (* 1965), deutscher Betriebswirtschaftler, Japanologe und Hochschullehrer
- Henning Meyer (* 1978), deutscher Publizist und Sozialwissenschaftler
- Henri Meyer (1856–1930), Schweizer Architekt
- Henriette Meyer (1896–1944), Opfer der NS-Kriegsjustiz
- Henrik Thrap-Meyer (1833–1910), norwegischer Architekt
- Henry Meyer (Musiker) (Henry W. Meyer; 1923–2006), deutsch-amerikanischer Geiger
- Henry Meyer (Regisseur) (* 1947), schwedischer Filmregisseur und Drehbuchautor
- Henry Meyer (Schauspieler) (* 1963), deutscher Schauspieler
- Henry Meyer-Brockmann (1912–1968), deutscher Zeichner und Karikaturist
- Herbert Meyer (Jurist) (1875–1941), deutscher Rechtshistoriker und Jurist
- Herbert Meyer (Botaniker), Algenkundler
- Herbert Meyer (Politiker) (1899–1984), deutscher Jurist, Verwaltungsbeamter und Politiker (NSDAP, FDP)
- Herbert Meyer (Filmtechniker) (1901–1987), US-amerikanischer Chemiker und Filmtechniker
- Herbert Meyer (Germanist) (1908–1992), deutscher Bibliothekar und Germanist
- Herbert Meyer (Synchronsprecher) (1908–1995), deutscher Synchronsprecher und Puppenspieler
- Herbert Meyer (Widerstandskämpfer) (1910–1942), deutscher Widerstandskämpfer
- Herbert Meyer (Diplomat) (1912–1983), deutscher Diplomat
- Herbert Meyer (Reiter) (* 1939), deutscher Springreiter und Trainer
- Herbert Meyer (Fußballspieler) (* 1948), deutscher Fußballspieler
- Herbert Meyer Ricard (1908–1988), deutsch-niederländischer Grafiker und Widerstandskämpfer
- Herbert Meyer-Sternberg (* 1942), deutscher Architekt, Hochschullehrer und Verbandsfunktionär
- Herbert Alton Meyer (1886–1950), US-amerikanischer Politiker
- Herbert E. Meyer (* 1907), Schweizer Filmregisseur und Autor
- Herman Meyer (1911–1993), niederländischer Germanist und Literaturhistoriker
- Hermann Meyer (Bürgermeister) († 1528), deutscher Bürgermeister von Lübeck
- Hermann von Meyer (1801–1869), deutscher Paläontologe
- Hermann Meyer (Fabrikant, 1841) (später Meyer-Lippinghausen; 1841–1926), deutscher Landwirt und Fabrikant
- Hermann Meyer (Fabrikant, 1846) (1846–1913), Spirituosen-Hersteller, Begründer der Lebensmittel-Einzelhandelskette Meyer („Keine Feier ohne Meyer“)
- Hermann Meyer (Fabrikant, 1850) (1850–1935), deutscher Fabrikant, Erfinder und Unternehmensgründer
- Hermann Meyer (Schriftsteller) (Pseudonym Hermann Thom; 1861–nach 1894), deutscher Journalist und Schriftsteller
- Hermann Meyer (Verleger) (1871–1932), deutscher Verleger, Geograph und Forschungsreisender
- Hermann Meyer (Maler) (1878–1961), Schweizer Maler
- Hermann Meyer (Politiker, 1887) (1887–1943), deutscher Ministerialbeamter und Politiker (SPD), MdL Preußen
- Hermann Meyer, alternative Schreibweise von  Herrmann Meyer (Verleger) (1901–1972), deutsch-israelischer Verleger
- Hermann Meyer (Grenzopfer) (1909–1950), Todesopfer des DDR-Grenzregimes vor dem Bau der Berliner Mauer
- Hermann Meyer (Politiker, 1911) (1911–1999), deutscher Kommunalpolitiker (CDU) und Bürgermeister (Gemeinde Seevetal)
- Hermann Meyer (Politiker, 1916) (1916–1999), deutscher Politiker (CDU), MdBB
- Hermann Meyer (Politiker, 1923) (1923–1995), deutscher Politiker (SPD), MdL Niedersachsen
- Hermann Meyer (Tiermediziner, Schweiz) (1927–2012), Schweizer Veterinärmediziner und Hochschullehrer in den USA
- Hermann Meyer (Musiker) (* 1939), deutscher Violoncellist und Dirigent
- Hermann Meyer (Tiermediziner, Deutschland) (* um 1954), deutscher Veterinärmediziner, Mikrobiologe und Hochschullehrer
- Hermann Meyer-Burgdorff (1889–1957), deutscher Chirurg und Orthopäde
- Hermann Meyer-Delius (1841–1910), deutscher Kaufmann, Direktor der DHPG
- Hermann Meyer-Hartmann (1929–2020), deutscher Journalist
- Hermann Meyer-Lindenberg (1912–1982), deutscher Diplomat
- Hermann Meyer-Nieberg (1902–1982), deutscher Rechtsanwalt, Landrat des Kreises Minden
- Hermann Meyer-Rabingen (1887–1961), deutscher Offizier
- Hermann Meyer-Rodehüser (1883–1943), deutscher Historiker, Archivar, Ministerialbeamter und Generalkonsul
- Hermann Meyer zu Selhausen (* 1940), deutscher Wirtschaftswissenschaftler und Hochschullehrer
- Hermann Knottnerus-Meyer (1875–1945), deutscher Kunstmaler und Buchautor
- Hermann Arnold Meyer (1804–1888), deutscher Fabrikant
- Hermann Frank Meyer (1940–2009), deutscher Journalist
- Hermann Rudolf Meyer (1902–1979), deutscher Verleger
- Hermann Siegfried Meyer-Nieberg (1902–1982), deutscher Rechtsanwalt, Landrat
- Herrmann Meyer (Verleger) (Herrmann M. Zadok Meyer; 1901–1972), deutsch-israelischer Verleger, Mitgründer der Soncino-Gesellschaft
- Herrmann August Heinrich Meyer (1871–1932), deutscher Verleger, Geograph und Forschungsreisender, siehe Hermann Meyer (Verleger)
- Herrmann Julius Meyer (1826–1909), deutscher Verleger
- Herta Meyer-Riekenberg (1910–1984), deutsche Gewerkschaftsfunktionärin
- Heyneke Meyer (* 1967), südafrikanischer Rugby-Union-Trainer
- Hieronymus Meyer (1769–1844), schweizerisch-deutscher Fabrikant und Bergsteiger
- Hilbert Meyer (* 1941), deutscher Pädagoge
- Hinrich Meyer (Physiker) (1936–2020), deutscher Physiker
- Hinrich Meyer-Jungclaussen (1888–1970), deutscher Landschaftsarchitekt
- Holger Meyer-Ricks (* 1945), deutscher Politiker (CDU)
- Holm Meyer (* 1962), Schriftsteller und Lehrer
- Holt Meyer (* 1961), deutsch-US-amerikanischer Slawist, Literaturwissenschaftler und Hochschullehrer
- Horst Meyer (Physiker) (1926–2016), Schweizer Physiker
- Horst Meyer (Verleger) (1930–2020), deutscher Verleger und Verlagsmanager
- Horst Meyer (Tiermediziner) (1932–2017), deutscher Tiermediziner
- Horst Meyer (Fußballspieler) (* 1933), deutscher Fußballspieler
- Horst Meyer (Ruderer) (1941–2020), deutscher Ingenieur, Geschäftsführer und Ruderer
- Horst Meyer-Haenel (1911–nach 1977), deutscher Journalist
- Horst Meyer-Selb (1933–2004), deutscher Pianist, Komponist und Musikpädagoge
- Horst-Heinz Meyer (1914–2006), deutscher Journalist und Autor
- Horst Ludwig Meyer (1956–1999), deutscher mutmaßlicher Terrorist
- Hubert Meyer (Maler) (1826–1895), deutscher Maler
- Hubert Meyer (Admiral) (1899–1978), französischer Konteradmiral
- Hubert Meyer (Richter) (1911–1974), deutscher Richter am BGH
- Hubert Meyer (SS-Mitglied) (1913–2012), deutscher SS-Obersturmbannführer
- Hubert Meyer (Jurist) (* 1959), deutscher Verwaltungswissenschaftler
- Hubertus Meyer-Burckhardt (* 1956), deutscher Fernsehschaffender
- Hugo von Meyer (1837–1902), deutscher Jurist und Strafrechtler
- Hugo Meyer (Optiker) (1863–1905), deutscher Unternehmer, Gründer von Meyer-Optik
- Hugo Meyer (Politiker), Schweizer Politiker (FdP)
- Hugo Meyer (Archäologe) (1949–2015), deutscher Klassischer Archäologe
- Hugo Meyer-Delius (1877–1965), deutscher Kinderarzt
- Hugo Meyer-Welfing (1905–1969), deutscher Sänger (Tenor)

### I
- Ignaz Theodor Liborius Meyer (1773–1843), deutscher Domkapitular, Archivar und Historiker
- Ilsemarie Meyer (* 1953), deutsche Juristin
- Immanuel Meyer-Pyritz (1902–1974), deutscher Maler, Grafiker, Kunsthistoriker und Hochschullehrer
- Inge Meyer (1929–2009), deutsche Schriftstellerin und Drehbuchautorin
- Inge Meyer-Dietrich (* 1944), deutsche Schriftstellerin
- Ingeborg Meyer-Rey (1920–2001), deutsche Illustratorin
- Ingo Meyer (Journalist) (* 1963), deutscher Journalist und Autor
- Ingo Meyer (Fußballspieler) (* 1965), deutscher Fußballspieler
- Ingo Meyer (Literaturwissenschaftler) (* 1968), deutscher Literaturwissenschaftler
- Ingo Meyer (Politiker) (* 1969), deutscher Jurist und Politiker, Oberbürgermeister von Hildesheim
- Ingrid Meyer-Runkel (* 1939), deutsche Theologin
- Inka Meyer (* 1979), deutsche Kabarettistin, Autorin, Schauspielerin und Designerin
- Irene Meyer-Hanno (1899–1983), deutsche Pianistin, Klavierlehrerin und Korrepetitor
- Irmgard Dietzel-Meyer (* 1954), deutsche Biochemikerin und Hochschullehrerin
- Isabelle Meyer (* 1987), Schweizer Fußballspielerin
- Isidor Meyer (1860–1944), Schweizer Politiker (CVP)

### J
- Jacob Meyer (Kartograf) (1614–1678), Schweizer Lehrer in Basel, Theologe, Mathematiker, Geometer und Kartograf
- Jacob Meyer (1799–1865), Schweizer Naturforscher, Geograph und Pädagoge
- Jakob Meyer (1735–1795), US-amerikanischer Zauberkünstler, siehe Jacob Philadelphia
- Jakob Meyer (Politiker) (1880–1948), Schweizer Lehrer und Politiker, Nationalrat
- Jakob Meyer zum Hasen (1482–1531), Schweizer Politiker, Bürgermeister von Basel
- Jakob Meyer zum Hirzen (1473–1541), Schweizer Tuchhändler, Politiker und  Bürgermeister von Basel
- Jakob Heinrich Meyer (1856–1930), Schweizer Architekt, siehe Henri Meyer
- James Meyer (* 1957), Schweizer Fußballspieler, siehe Erwin Meyer (Fussballspieler)
- Jan Meyer (Schauspieler) (* 1937), Schauspieler
- Jan Meyer-Rogge (* 1935), deutscher Bildhauer
- Jan-Christoph Meyer (* 1990), deutscher Produzent von Videos, siehe ApeCrime
- Jan-Waalke Meyer (1945–2023), deutscher Vorderasiatischer Archäologe
- Janice Meyer Thompson, US-amerikanische Pianistin und Musikpädagogin
- Jann Meyer-Abich (* 1947), deutscher Verwaltungsjurist
- Janne Friederike Meyer-Zimmermann (* 1981), deutsche Springreiterin
- Jayson Meyer (* 1965), deutscher Eishockeyspieler
- Jean Meyer (1914–2003), französischer Theaterregisseur, Schauspieler und Dramatiker
- Jean Meyer Barth (* 1942), französischer Historiker
- Jendrik Meyer (* 1982), deutscher Handballtorwart
- Jenny Meyer (1834–1894), Direktorin des Stern’schen Konservatoriums
- Jenny Meyer (Politikerin) (* 1975), deutsche Politikerin (BSW)
- Jenny Maria Meyer (* 1985), deutsche Schauspielerin und Synchronsprecherin
- Jenny Sophie Meyer (1866–1927), dänische Porzellanmalerin
- Jens Meyer (Politiker) (* 1970), deutscher Kommunalpolitiker (SPD)
- Jens Meyer-Odewald (* 1957), deutscher Journalist und Autor
- Jens Meyer-Wellmann (* 1966), deutscher Journalist und Autor
- Jens J. Meyer (* 1958), deutscher Installationskünstler
- Jens P. Meyer (* 1971), deutscher Politiker (FDP), MdHB
- Jens-Uwe Meyer (* 1966), deutscher Autor
- Jeremias Meyer (* 1999), deutscher Filmschauspieler
- Jini Meyer (* 1983), deutsche Sängerin und Songwriterin
- Joachim Meyer († 1571), selbsternannter „Freifechter“
- Joachim Meyer-Quade (1897–1939), deutscher Politiker
- Joachim Bartholomäus Meyer (1624–1701), deutscher Bibliothekar und Kirchenlieddichter
- Joachim-Ernst Meyer (1917–1998), deutscher Psychiater und Hochschullehrer
- Jochen Meyer (* 1941), deutscher Literaturwissenschaftler
- Johann Meyer (Ratsherr) († 1518), deutscher Politiker, Ratsherr in Lübeck
- Johann Meyer (Stückgießer) (vor 1740–1788), deutscher Kanonengießer
- Johann Meyer (Politiker, 1752) (1752–1830), deutscher Politiker, MdL Großherzogtum Hessen
- Johann Meyer (Kaufmann) (1800–1887), deutscher Großkaufmann und Stifter
- Johann Meyer (Autor) (1829–1904), deutscher Schriftsteller
- Johann Meyer (Politiker, 1869) (1869–??), deutscher Politiker, MdL Bayern
- Johann Meyer (Politiker, 1889) (1889–1950), deutscher Politiker (KPD)
- Johann Meyer (Politiker, 1906) (1906–1977), deutscher Politiker (SPD)
- Johann Carl Christian Meyer (1799–1860), deutscher Lehrer und Politiker, Mitglied der Frankfurter Nationalversammlung
- Johann Carl Friedrich Meyer (1739–1811), deutscher Apotheker und Chemiker
- Johann Christian Friedrich Meyer (1777–1854), deutscher Forstwissenschaftler
- Johann Christoph Meyer (1752–1821), russischer Kaufmann und Bankier
- Johann Christoph Andreas Meyer (1747–1801), deutscher Mediziner, siehe Johann Christoph Andreas Mayer
- Johann Conrad Meyer (1544–1604), Schweizer Politiker, Bürgermeister von Schaffhausen
- Johann Felix Meyer (1845–1882), Schweizer Pfarrer, Politiker und Arbeiterführer
- Johann Friedrich Meyer (Emailleur) (1680–1752), Emailleur
- Johann Friedrich Meyer (Chemiker) (1705–1765), deutscher Chemiker und Apotheker
- Johann Friedrich Meyer (Maler) (1728–1789), Theater- und Vedutenmaler aus Dresden
- Johann Friedrich Meyer (Autor) (1741–1810), deutscher Ökonomiekommissar und Autor
- Johann Friedrich von Meyer (1772–1849), deutscher Jurist, Theologe und Politiker
- Johann Friedrich Meyer (Schauspieler) (1804–1857), deutscher Schauspieler
- Johann Friedrich Albrecht August Meyer  (1807–1893), deutscher Jurist
- Johann Friedrich Christoph Meyer (1792–vor 1852), deutscher Pädagoge
- Johann Georg von Meyer (1765–1838), deutscher Kaufmann und Politiker
- Johann Georg Meyer (auch Johann Georg Meyer von Bremen; 1813–1886), deutscher Maler
- Johann Gottfried Meyer (1838–1874), Schweizer Architekt und Politiker
- Johann Heinrich Meyer (Künstler, 1688) (1688–1749), Schweizer Zeichner
- Johann Heinrich Meyer (Künstler, 1755) (1755–1829), Schweizer Zeichner und Kupferstecher
- Johann Heinrich Meyer (1760–1832), Schweizer Maler in Weimar und Kunstschriftsteller, siehe Heinrich Meyer (Maler)
- Johann Heinrich Meyer (Künstler, 1802) (1802–1877), Schweizer Kupferstecher, Lithograf und Maler
- Johann Heinrich Meyer (Verleger) (1812–1863), deutscher Buchdrucker und Verleger
- Johann Heinrich C. Meyer (1802–??), deutscher Politiker, MdL Lauenburg
- Johann Heinrich Gustav Meyer (1816–1877), deutscher Landschaftsarchitekt, siehe Gustav Meyer (Gartenarchitekt)
- Johann Hinrich Meyer (1761–1850), deutscher Schiffszimmerer
- Johann Jakob Meyer (Chronist), deutscher Chronist
- Johann Jakob Meyer (Maler, 1749) (1749–1829), Schweizer Maler und Radierer
- Johann Jakob Meyer (Politiker) (1763–1819), Schweizer Offizier und Politiker
- Johann Jakob Meyer (Maler, 1787) (1787–1858), Schweizer Maler
- Johann Jakob Meyer (Redakteur) (1798–1826), Schweizer Redakteur
- Johann Jakob Meyer (Archivar) (1798–1869), Schweizer Archivar
- Johann Jakob Meyer (Indologe) (1870–1939), US-amerikanisch-schweizerischer Indologe
- Johann Joachim Hartwig Meyer (1807–1884), deutscher Geistlicher
- Johann Ludwig Meyer (1858–1935), Schweizer Architekt
- Johann Martin Meyer (1825–1893), Schweizer Unternehmer und Politiker
- Johann Matthias von Meyer (1814–1882), deutscher Geistlicher, Oberkonsistorialpräsident in Bayern
- Johann Rudolf Meyer (Fabrikant, 1739) (1739–1813), Schweizer Tuchhändler und Fabrikant
- Johann Rudolf Meyer (Fabrikant, 1768) (1768–1825), Schweizer Fabrikant, Naturforscher und Alpinist
- Johann Rudolf Meyer (Schriftsteller) (1791–1833), Schweizer Schriftsteller und Hochschullehrer
- Johann Ulrich Meyer (1825–1868), Schweizer Arzt, Kantonsrat und Nationalrat
- Johann Wilhelm Meyer (1690–1767), Schweizer Geistlicher und Kirchenlieddichter
- Johanna Meyer (Schauspielerin) (1845–1874), deutsche Schauspielerin
- Johanna Meyer (Liedtexterin) (Maria Rosina Johanna Meyer; 1851–1921), Schweizer Lehrerin und Liederdichterin
- Johanna Meyer-Lövinson (1874–1957), deutsch-amerikanische Rundfunkmoderatorin und Rezitatorin
- Johanna Elisabeth Meyer (1899–1968), norwegische Fotografin und Journalistin
- Johannes Meyer (Chronist) (1422–1485), deutscher Ordensgeistlicher und Chronist
- Johannes Meyer der Jüngere (1655–1712), Schweizer Zeichner, Maler, Kupferstecher und Radierer
- Johannes Meyer (Redaktor) (1799–1833), Schweizer Arzt, Publizist und Politiker
- Johannes Meyer (Politiker, 1801) (1801–1877), Schweizer Politiker
- Johannes Meyer (Germanist) (1835–1911), Schweizer Lehrer, Bibliothekar und Archivar
- Johannes Meyer (Pädagoge) (1854–1940), deutscher Pädagoge
- Johannes Meyer (Mediziner) (1858–1945), Gynäkologe
- Johannes Meyer (Theologe) (1869–1957), deutscher evangelisch-lutherischer Theologe und Hochschullehrer
- Johannes Meyer (Politiker, II), baltendeutscher Politiker (DbPE)
- Johannes Meyer (Schauspieler) (1884–1972), dänischer Schauspieler
- Johannes Meyer (Politiker, 1887) (1887–1955), deutscher Politiker (CNBL)
- Johannes Meyer (Regisseur) (1888–1976), deutscher Drehbuchautor und Filmregisseur
- Johannes Meyer (Rugbyspieler) (* 1981), namibischer Rugby-Union-Spieler
- Johannes Meyer-Brüggemann (1871–1957), deutscher Kaufmann und Kommunalpolitiker
- Johannes Meyer-Ellerhorst (1857–1933), deutscher Verwaltungsjurist und Präsident des Landesverwaltungsgerichts Oldenburg
- Johannes Meyer-Hamme (* 1975), deutscher Geschichtsdidaktiker und Historiker
- Johannes Meyer-Rusca (1851–1936), Schweizer Kaufmann, Politiker und Bankrat
- Johannes Peter Meyer (1909–1976), deutscher Erzbischof
- John Ambrose Meyer (1899–1969), US-amerikanischer Politiker
- John C. Meyer (1919–1975), US-amerikanischer Pilot, General, Vize-Stabschef der US-Luftwaffe
- John M. Meyer, US-amerikanischer Politikwissenschaftler
- John V. Meyer III (* um 1971), US-amerikanischer Generalmajor
- John W. Meyer (* 1935), US-amerikanischer Soziologe und Hochschullehrer
- Jörgen Meyer (1906–1975), deutscher Einhandsegler
- Jörn Meyer (* 1941), deutscher Künstler
- Jörn-Axel Meyer (* 1962), deutscher Maschinenbauer
- Josef Meyer (Politiker, 1811) (1811–1864), Schweizer Politiker
- Josef Meyer (Politiker, 1883) (1883–1945), deutscher Politiker (NSDAP)
- Josef Meyer (Politiker, 1936) (1936–2012), deutscher Politiker (CDU)
- Josef Meyer-Fujara (* 1951), deutscher Mathematiker, Informatiker und Hochschullehrer
- Josef Meyer zu Schlochtern (* 1950), deutscher Priester und Theologe
- Josef Hug-Meyer (1851–1924), Schweizer Zwiebackproduzent
- Joseph Meyer (1796–1856), deutscher Verleger
- Joseph Meyer (Mediziner) (1818–1887), deutscher Mediziner
- Joseph Meyer (Komponist) (1894–1987), US-amerikanischer song writer und Komponist
- Joseph Meyer (Ruderer), Schweizer Ruderer
- Joseph Meyer (Politiker) (1941–2012), US-amerikanischer Politiker
- Joseph L. Meyer (1846–1920), deutscher Werftbesitzer
- Joseph Lukas Meyer (1774–1821), deutscher Benediktiner, Pfarrer und Heimatforscher
- Joseph Rudolf Valentin Meyer (1725–1808), Schweizer Landvogt und Politiker
- Jost Meyer-am Rhyn (1834–1898), Schweizer Sammler und Landschaftsmaler der Düsseldorfer Schule
- Jost Meyer-Schnyder (Jost Meyer-Schnyder von Wartensee; 1866–1950), Schweizer Museumskonservator
- Joyce Meyer (* 1943), US-amerikanische Predigerin
- Józef Meyer, mährischer Maler des Rokoko
- Julia Meyer, deutsche Drehbuchautorin und Regisseurin
- Julia Meyer-Pavlovic (* 1987), deutsche Kurzfilmproduzentin
- Juliane Meyer, Geburtsname von Juliane Hund (1928–1999), deutsche Schachspielerin
- Julie Meyer (1897–1970), deutsche Soziologin, Hochschullehrerin und Politikerin (DDP, Radikaldemokratische Partei)
- Julius Meyer (Fabrikant) (1817–1863), deutscher Fabrikant
- Julius Meyer (Bildhauer) (1825–1913), deutscher Bildhauer
- Julius Meyer (Verbandsvorsitzender) (1826–1909), Vorsitzender des Hilfsvereins kaufmännischer und gewerblicher weiblicher Angestellter
- Julius Meyer (Kunsthistoriker) (1830–1893), deutscher Kunsthistoriker
- Julius Meyer (Jurist) (1835–1913), deutscher Jurist, Richter und Lokalhistoriker
- Julius Meyer (Schriftsteller) (1846–nach 1900), deutscher Bankier und Schriftsteller
- Julius Meyer (Bürgermeister) (Julius Karl Theodor Meyer; Pseudonym Jürgen Frohsinn; 1874–1942), deutscher Jurist, Schriftsteller, Bürgermeister von Peine, MdL
- Julius Meyer (Politiker, 1875) (1875–1934), deutscher Gewerkschafter und Politiker (SPD)
- Julius Meyer (Okkultist) (Marius; † 1953/1955), deutscher Großmeister des Illuminatenordens
- Julius Meyer (Chemiker) (1876–1960), deutscher Chemiker
- Julius Meyer (Politiker, 1909) (1909–1979), deutscher Politiker (KPD, SED) und Verbandsfunktionär
- Julius Meyer-Siebert (* 2000), deutscher Handballspieler
- Julius Diedrich Meyer (1833–nach 1860), deutscher Landschafts- und Tiermaler der Düsseldorfer Schule
- Jürg Meyer (1938–2021), Schweizer Jurist, Journalist und Politiker (SP)
- Jürg Meyer zur Capellen (1941–2020), deutscher Kunsthistoriker
- Jürgen Meyer (Akustiker) (* 1933), deutscher Akustiker
- Jürgen Meyer (Politiker) (* 1936), deutscher Politiker (SPD)
- Jürgen Meyer (Mediziner) (* 1939), deutscher Mediziner
- Jürgen Meyer (Künstler) (* 1945), deutscher Maler
- Jürgen Meyer (Leichtathlet) (* 1954), deutscher Leichtathlet
- Jürgen Meyer (Offizier) (* 1968), deutscher Sanitätsoffizier im Range eines Generalarztes
- Jürgen Meyer-Korte (* 1928/1929), deutscher Journalist
- Jürgen Meyer-ter-Vehn (* 1940), deutscher Physiker
- Jürgen A. E. Meyer (1937–1989), deutscher Jurist und Hochschullehrer
- Jürgen Bona Meyer (1829–1897), deutscher Philosoph
- Justus Meyer (* 1963), deutscher Jurist und Hochschullehrer

### K
- Kai Meyer (* 1969), deutscher Schriftsteller, Journalist und Drehbuchautor
- Kai Meyer (Schauspieler) (* 1979), deutscher Schauspieler
- Karin Evers-Meyer (* 1949), deutsche Politikerin (SPD), MdB
- Karl Meyer (Sänger) (1820–1893), deutscher Opernsänger (Bariton) und Gesangspädagoge
- Karl Meyer (Heimatforscher) (Pseudonym Johannes Ryemer; 1845–1935), deutscher Lehrer, Heimatforscher und Schriftsteller
- Karl Meyer (Oberamtmann) (1860–1927), badischer Oberamtmann
- Karl Meyer (Jurist) (1862–1937), deutscher Jurist
- Karl Meyer (Politiker, 1862) (1862–1938), deutscher Politiker (SPD), MdLB
- Karl Meyer (Politiker, 1876) (1876–1957), deutscher Politiker (DNVP, CSVD), MdL Preußen
- Karl Meyer (Historiker) (1885–1950), Schweizer Historiker und Hochschullehrer
- Karl Meyer (Pastor) (auch Karl Meyer-Lenthe; 1893–1959), deutscher evangelischer Pastor, Herausgeber des Hannoverschen Volkskalenders
- Karl Meyer (Bauingenieur) (1896–1964), deutscher Bauingenieur und Eisenbahndirektionspräsident
- Karl Meyer (Frontist) (1898–1986), Schweizer Lehrer und Frontist
- Karl Meyer (Biochemiker) (1899–1990), amerikanischer Biochemiker
- Karl Meyer (1902–1945), deutscher Maler und Zeichner, siehe Korl Meyer
- Karl Meyer (Journalist) (1904–1967), deutscher Journalist und Fotograf
- Karl Meyer (Heimatforscher, 1913) (1913–1993), deutscher Heimatforscher
- Karl Meyer (Fussballspieler, 1922) (* 1922), Schweizer Fußballspieler
- Karl Meyer (Fußballspieler) (* 1925), deutscher Fußballspieler
- Karl Meyer (Musiker), deutscher Klarinettist
- Karl Meyer (Fußballspieler, 1937) (* 1937), deutscher Fußballspieler
- Karl Meyer-Hentschel (1940–2008), deutscher Jurist
- Karl Meyer-Jelmstorf (1876–1954), deutscher Lehrer und Mundartautor
- Karl Meyer-Wirz (1861–1928), Schweizer Gynäkologe
- Karl A. Meyer (* 1958), Schweizer Maler und Bildhauer
- Karl Alfons Meyer (1883–1969), Schweizer Forstwissenschaftler
- Karl Andreas von Meyer zu Knonow (1744–1797), deutscher Naturwissenschaftler (Ornithologie, Ichthyologie), Musiker und Zeichner
- Karl E. Meyer, US-amerikanischer Journalist
- Karl Emil Meyer (1900–1967), deutscher Jurist und Richter
- Karl Franz Meyer (1728–1795), deutscher Historiker und Notar
- Karl Friedrich von Meyer (1707–1775), deutscher Generalleutnant
- Karl Friedrich Meyer (Mediziner) (1884–1974), schweizerisch-amerikanischer Pathologe
- Karl Friedrich Meyer (Chemiker) (1898–1976), deutscher Chemiker
- Karl-Friedrich Meyer (* 1947), deutscher Jurist und Hochschullehrer
- Karl Heinrich Meyer (Slawist) (1890–1945), deutscher Slawist
- Karl Heinrich Meyer (Landschaftsarchitekt) (1903–1988), deutscher Landschaftsarchitekt und Hochschullehrer
- Karl Heinrich Meyer (Chorleiter) (1905–1979), deutscher Pianist und Chorleiter
- Karl-Heinrich Meyer-Uhlenried (1923–2011), deutscher Informationswissenschaftler
- Karl-Heinz Meyer (1927–1996), deutscher Maler, Grafiker und Illustrator
- Karl-Hermann Meyer zum Büschenfelde (1929–2019), deutscher Arzt
- Karl Otto Meyer (1928–2016), deutscher Politiker
- Karl Theodor Julius Meyer (1874–1942), deutscher Jurist, Politiker und Mitglied des Preußischen Abgeordnetenhauses (NLP)
- Karl Meyer-Frenner (1891–1945), österreichischer Komponist
- Karlo Meyer (* 1968), deutscher Theologe und Hochschullehrer
- Karsten Meyer (Segler) (1937–2023), deutscher Regattasegler
- Karsten Meyer (Schauspieler) (1965–2018), deutscher Schauspieler, Regisseur und Musiker
- Karsten Meyer (Chemiker) (* 1968), deutscher Chemiker und Hochschullehrer
- Karsten Meyer-Waarden (* 1935), deutscher Ingenieur und Hochschullehrer
- Käte Meyer-Drawe (* 1949), deutsche Pädagogin
- Katharina Meyer (1889–1964), deutsche Kommunalpolitikerin (SPD)
- Katharina Eleonore Meyer (* 1965), deutsche Verlegerin und Kulturwissenschaftlerin
- Kathi Meyer-Baer (1892–1977), deutsch-amerikanische Musikhistorikerin und Musikbibliothekarin
- Kathleen Meyer (* 1942), US-amerikanische Schriftstellerin
- Keith Meyer (1938–2010), US-amerikanischer Eisschnellläufer
- Kirsten Meyer (* 1974), deutsche Philosophin, Philosophiedidaktikerin und Hochschullehrerin
- Kirstine Meyer (1861–1941), dänische Physikerin und Wissenschaftshistorikerin
- Klara Meyer (1848–1922), deutsche Schauspielerin, siehe Clara Meyer
- Klaus Meyer (Landrat) (1910–1973), deutscher Landrat
- Klaus Meyer (Widerstandskämpfer) (1913–nach 1949), deutscher Widerstandskämpfer (Internationaler Sozialistischer Kampfbund), Emigration nach Australien
- Klaus Meyer (Historiker) (1928–2007), deutscher Osteuropahistoriker
- Klaus Meyer (Diplomat) (1928–2014), deutscher Diplomat
- Klaus Meyer (Pharmaziehistoriker) (1932–2016), deutscher Apotheker und Pharmaziehistoriker
- Klaus Meyer (Mineraloge) (1936–2019), deutscher Mineraloge
- Klaus Meyer (Fußballspieler) (1937–2014), deutscher Fußballspieler
- Klaus Meyer (Schriftsteller) (* 1937), deutscher Schriftsteller
- Klaus Meyer (Ruderer) (* 1954), deutscher Ruderer
- Klaus Meyer-Gasters (1925–2016), deutscher Aquarellist und Verleger
- Klaus Meyer-Minnemann (* 1940), deutscher Romanist, Hispanist und Hochschullehrer
- Klaus Meyer-Schwickerath (1921–2014), deutscher Verwaltungsjurist
- Klaus Meyer zu Uptrup (* 1934), deutscher Theologe und Hochschullehrer
- Klaus Meyer-Wegener (* 1956), deutscher Informatiker und Hochschullehrer
- Klaus-Dieter Meyer (Geologe) (* 1936), deutscher Geologe
- Klaus-Dieter Meyer (Schachspieler) (auch Klaus Dieter Meyer; * 1938), deutscher Schachspieler
- Klaus Michael Meyer-Abich (1936–2018), deutscher Physiker und Naturphilosoph
- Klaus Peter Meyer (1911–1986), Schweizer Physiker und Hochschullehrer
- Knuth Meyer-Soltau (* 1965), deutscher Politiker (AfD) und Rechtsanwalt
- Kolja Meyer (* 1982), deutscher Faustballspieler
- Konrad Meyer (Schriftsteller) (1824–1903), Schweizer Versicherungsagent, Gemeindepräsident, Bezirksrichter und Mundartpoet mit Pseudonym Julius Freimund
- Konrad Meyer (Politiker, 1875) (1875–1949), deutscher Theologe, Pädagoge und Politiker (DNVP), MdL Preußen
- Konrad Meyer (1901–1973), deutscher Nationalsozialist, Agrarwissenschaftler und Hochschullehrer
- Konrad Meyer (Politiker, 1902) (1902–1972), deutscher Politiker (CDU), MdL Schleswig-Holstein
- Kristin Meyer (* 1974), deutsche Schauspielerin
- Krzysztof Meyer (* 1943), polnischer Komponist
- Kuno Meyer (Keltologe) (1858–1919), deutscher Keltologe und Hochschullehrer
- Kuno Meyer (Pharmazeut) (1914–1987), Schweizer Pharmazeut und Hochschullehrer
- Kurt Meyer (Mediziner, 1882) (1882–1943), deutscher Mediziner und Bakteriologe
- Kurt Meyer (Mediziner, 1885) (1885–nach 1939), deutscher Generalstabsarzt
- Kurt Meyer (Chemiker) (1904–1978), deutscher Chemiker
- Kurt Meyer (Germanist, 1909) (1909–1998), deutscher Germanist und Lehrer
- Kurt Meyer (SS-Mitglied) (1910–1961), deutscher Generalmajor der Waffen-SS
- Kurt Meyer (Metallurg) (1911–1989), deutscher Metallurge und Industriemanager
- Kurt Meyer (Fußballspieler) (1921–2008), deutscher Fußballspieler
- Kurt Meyer (Germanist, 1921) (1921–2017), Schweizer Lexikograph und Bibliothekar
- Kurt Meyer (Architekt) (1922–2014), schweizerisch-US-amerikanischer Architekt
- Kurt Meyer (Politiker, 1932) (* 1932), Schweizer Politiker (SP)
- Kurt Meyer (Sportschütze) (* 1933), deutscher Sportschütze
- Kurt Meyer (Politiker, 1935) (* 1935), deutscher Politiker (SED)
- Kurt Meyer (Politiker, 1944) (* 1944), Schweizer Politiker (CVP)
- Kurt Meyer (Autor) (* 1945), deutscher Autor und Pädagoge
- Kurt Meyer-Eberhardt (1895–1977), deutscher Künstler und Maler
- Kurt Meyer-Herzog (* 1939), Schweizer Kulturhistoriker
- Kurt Meyer-Rotermund (1884–1977), deutscher Schriftsteller, Lyriker und Essayist
- Kurt Heinrich Meyer (1883–1952), deutscher Chemiker

### L
- Lambert Meyer (1855–1933), deutscher Geistlicher
- Lars Meyer (* 1974), deutscher Fußballspieler
- Lars Meyer zu Bexten (* 1973), deutscher Springreiter und Trainer
- Laura Meyer (* 1981), Schweizer Managerin
- Laurent Meyer (1870–1945), deutscher Politiker
- Laurenz Meyer (* 1948), deutscher Politiker (CDU)
- Laurenz Meyer (Unternehmer) (1800–1868), Schweizer Unternehmer und Politiker
- Lea Meyer (* 1997), deutsche Leichtathletin
- Lena Meyer (Filmemacherin) (geb. Lena Dickmann; * 1979), deutsche Filmemacherin und Designerin
- Lena Meyer (Schauspielerin) (* 2003), deutsche Schauspielerin
- Lena Meyer-Bergner (1906–1981), deutsche Textildesignerin
- Lena Meyer-Landrut (* 1991), deutsche Sängerin
- Leny Meyer (* 2004), Schweizer Fußballspieler
- Leo Meyer (Sprachforscher) (1830–1910), deutscher Sprachforscher und Hochschullehrer
- Leo Meyer (Archivar) (1870–1942), Schweizer Geistlicher, Archivar und Hochschullehrer
- Leo Meyer (Politiker) (1880–1945), Schweizer Politiker (KVP)
- Leo Meyer (Filmproduzent) (1891–1942), deutscher Filmproduzent
- Leo Meyer (Getreidehändler) (1891–1953), deutscher Getreide- und Futtermittelhändler
- Léo Meyer (* 1997), französischer Volleyballspieler
- Léon Meyer (1868–1948), französischer Politiker
- Leonard B. Meyer (1918–2007), US-amerikanischer Musikwissenschaftler
- Leonardo Meyer (* 1987), argentinischer Tennisspieler
- Leonardo Villanueva Meyer (1891–1981), peruanischer Architekt
- Leopold von Meyer (1816–1883), österreichischer Pianist und Komponist
- Leopold Meyer (Nationalsozialist) (1900–1972), deutscher Gastwirt und Nationalsozialist
- Liborius Meyer, deutscher Rechtswissenschaftler und Hochschullehrer
- Liepmann Meyer Wulff (1745–1812), deutscher Hoffaktor
- Lilly Meyer-Wedell (1881–1944), deutsche Kinderärztin und Mitgründerin des Bundes Deutscher Ärztinnen
- Lina Meyer (* 1984), deutsche Volleyballspielerin
- Linus Meyer (* 1992), deutscher Fußballspieler
- Liselotte Meyer-Fröhlich (1922–2014), Schweizer Politikerin (FDP)
- Livia Klee-Meyer (1922–2011), Schweizer Mäzenin
- Loren Meyer (* 1972), US-amerikanischer Basketballspieler
- Lorenz Meyer (Reformator) (1497–1564), Schweizer Reformator
- Lorenz Meyer (* 1948), Schweizer Jurist
- Lorenz Lorenz-Meyer (* 1956), deutscher Journalist
- Lothar Meyer (1830–1895), deutscher Arzt und Chemiker
- Lothar Meyer (Fußballspieler) (1934–2002), deutscher Fußballspieler
- Lothar Meyer (Manager) (1943–2019), deutscher Manager
- Lothar Meyer (Publizist) (* 1960), deutscher Publizist und Featureautor
- Lotte Meyer (1909–1991), deutsche Schauspielerin
- Louis Meyer (Politiker, 1802) (1802–1889), deutscher Kaufmann und Politiker, Senator
- Louis Meyer (Schauspieler) (1864–nach 1902), deutscher Schauspieler
- Louis Meyer (Politiker, 1868) (1868–1939), deutsch-französischer Politiker
- Louis Meyer (Garteningenieur) (1877–1955), deutscher Garteningenieur
- Louis Meyer (Rennfahrer) (1904–1995), US-amerikanischer Autorennfahrer
- Louis Ephraim Meyer (1821–1894), deutscher Bankier
- Louise Dustmann-Meyer (1831–1899), deutsche Opernsängerin (Sopran)
- Luc Meyer (* 1968), französischer Geistlicher und Bischof von Rodez
- Lucy Jane Rider Meyer (1849–1922), US-amerikanische Sozialreformerin
- Ludwig Meyer (Ritter) (1587–1663), Luzerner Statthalter, Landvogt und Ritter
- Ludwig Meyer (Politiker, 1800) (1800–1877), preußischer Landtagsabgeordneter
- Ludwig Meyer (Schauspieler) (1802–1862), deutscher Schauspieler
- Ludwig Meyer (Mediziner) (1827–1900), deutscher Psychiater
- Ludwig Meyer (Politiker, 1857) (1857–1938), deutscher Rittergutsbesitzer und Reichstagsabgeordneter
- Ludwig Meyer (Politiker, 1886) (1886–1957), deutscher Politiker (SPD), Bürgermeister von Coburg
- Ludwig Meyer (Agrarwissenschaftler) (1894–1964), deutscher Agrarwissenschaftler
- Ludwig Meyer (Politiker, 1925) (1925–1991), deutscher Politiker (CSU), MdL Bayern
- Ludwig Ferdinand Meyer (1879–1954), deutscher Kinderarzt
- Ludwig Franz Meyer (1894–1915), deutscher Dichter
- Ludwig Heinrich Meyer (1798–1855), deutscher evangelischer Pastor
- Ludwig Sebastian Meyer-Stork (* 1961), deutscher Manager
- Luis de Meyer (1903–?), argentinischer Radrennfahrer
- Luis Carlos Meyer (1916–1998), kolumbianischer Sänger und Komponist
- Luise Meyer-Schützmeister (1915–1981), deutsch-amerikanische Kernphysikerin
- Luise Meyer-Strasser (1894–1974), Schweizer Kunsthandwerkerin und Künstlerin
- Lukas Meyer (* 1964), deutscher Philosoph
- Lutz Meyer-Goßner (* 1936), deutscher Jurist
- Lutz-Arend Meyer-Reil (* 1942), deutscher Mikrobiologe, Meereskundler und Hochschullehrer
- Lyn Meyer (* 1994), deutsche Fußballspielerin

### M
- Magdalena K. P. Smith Meyer (1931–2004), südafrikanische Acarologin
- Maik Meyer (* 1970), deutscher Astronom
- Mandy Meyer (* 1960), Schweizer Gitarrist
- Manfred Meyer (Elektrotechniker) (1928–1993), deutscher Hochschullehrer für Elektrische Antriebe und Leistungselektronik
- Manfred Meyer (Mediziner) (1928–2014), deutscher Anästhesiologe und Hochschullehrer
- Manfred Meyer (Wirtschaftswissenschaftler) (* 1935), deutscher Betriebswirtschaftler und Hochschullehrer
- Maralde Meyer-Minnemann (* 1943), deutsche Romanistin und Übersetzerin
- Marany Meyer (* 1984), südafrikanisch-neuseeländische Schachspielerin
- Marc Meyer (1954–2015), luxemburgischer Biologe
- Marcel Meyer (Leichtathlet) (* 2001), deutscher Leichtathlet
- Marcel Meyer de Stadelhofen (Sportschütze) (1878–1973), Schweizer Sportschütze und Sportfunktionär
- Marcel Meyer de Stadelhofen (Tischtennisspieler) (um 1914–nach 1970), Schweizer Tischtennisspieler
- Marcel Meyer Nathan Hirsch (1797–1889), Rabbi
- Marcelle Meyer (1897–1958), französische Pianistin
- Margareta Meyer (1938–2002), österreichische Politikerin (SPÖ), steirische Landtagsabgeordnete
- Margarethe Meyer-Schurz (1833–1876), deutsch-amerikanische Kindergartenleiterin
- Margit Meyer (* um 1958), deutsche Wirtschaftswissenschaftlerin und Hochschullehrerin
- Margrit Roetschi-Meyer (1923–2015), Schweizer Bildhauerin
- Maria Meyer (* 1802), (1802–1865), Schweizer Muse für Eduard Mörike
- Maria Meyer-Höger (* 1955), deutsche Juristin, Pädagogin und Hochschullehrerin
- Maria Meyer-Sevenich (1907–1970), deutsche Politikerin (CDU, SPD)
- Maria-Katharina Meyer (* 1941), deutsche Juristin und Hochschullehrerin
- Marianne Meyer-Krahmer (1919–2011), deutsche Historikerin, Lehrerin und Schriftstellerin
- Marie Meyer (1840–1908), deutsche Schauspielerin
- Marie Meyer (Linguistin) (1897–1969), US-amerikanische Linguistin und Spionin
- Mario Meyer (* 1979), österreichischer Inlineskater und Hockeyspieler
- Marion Meyer (* 1954), deutsche Archäologin
- Marissa Meyer (* 1984), US-amerikanische Autorin
- Marita Meyer-Kainer (* 1954), deutsche Politikerin (CDU)
- Markus Meyer (* 1971), deutscher Schauspieler
- Markus Meyer (Pharmazeut), deutscher Pharmazeut und Hochschullehrer
- Markus Heinrich Meyer (1934–2015), Schweizer Rechtsanwalt und Politiker
- Marlène Meyer-Dunker (* 1979), deutsche Schauspielerin
- Marta Meyer-Salzmann (1913–2006), Schweizer Autorin
- Marta Bohn-Meyer (1957–2005), US-amerikanische Kunstfliegerin und Testpilotin
- Martha Meyer (Pflegewissenschaftlerin) (* vor 1970), deutsche Gesundheits- und Pflegewissenschaftlerin
- Martha Meyer-Althoff (* 1943), deutsche Germanistin, Hochschuldidaktikerin und Professorin
- Martha Friedl-Meyer (1891–1962), russisch-schweizerische Chirurgin
- Martin Meyer (Meistersinger) (auch Mertin Meyer), deutscher Meistersinger und Schriftsteller
- Martin Meyer (Autor, um 1630) (um 1630–um 1670), deutscher Autor
- Martin Meyer (Politiker, I) († 1829), deutscher Kaufmann, Offizier und Politiker
- Martin Meyer (Architekt), deutscher Architekt
- Martin Meyer (Mediziner) (1915–1977), deutscher Mediziner
- Martin Meyer (Politiker, II), deutscher Parteifunktionär und Politiker (SED), MdV
- Martin Meyer (Publizist) (* 1951), Schweizer Journalist und Publizist
- Martin Meyer (Naturbahnrodler), Schweizer Naturbahnrodler
- Martin Meyer (Politiker, 1972) (* 1972), liechtensteinischer Politiker (FBP) und Kammerfunktionär
- Martin Meyer (Eishockeyspieler) (* 1981), Schweizer Eishockeyspieler
- Martin Meyer-Pyritz (1870–1942), deutscher Bildhauer
- Martin Meyer-Renschhausen (1950–2021), deutscher Ökonom und Hochschullehrer
- Martina Meyer-Heil (* 1961), deutsche Künstlerin
- Marvin Wayne Meyer (1948–2012), US-amerikanischer Koptologe
- Marx Meyer († 1536), deutscher Ankerschmied und Feldherr
- Mary Pinchot Meyer (1920–1964), US-amerikanische Malerin und mehrere Jahre die Geliebte von John F. Kennedy
- Mattea Meyer (* 1987), Schweizer Geographin und Politikerin (SP)
- Matthias Meyer (Diplomat) (* 1952), deutscher Diplomat
- Matthias Meyer (Literaturwissenschaftler) (* 1959), deutscher Literaturwissenschaftler und Mediävist
- Matthias Meyer (Wirtschaftssoziologe) (* 1966), deutscher Wirtschaftssoziologe, Sekretär der Deutschen Bischofskonferenz und bischöflicher Kommissionen
- Matthias Meyer (Künstler) (* 1969), deutscher Künstler
- Matthias Meyer (Genetiker), deutscher Genetiker
- Matthias Meyer-Göllner (1963–2024), deutscher Musikpädagoge, Komponist und Kinderliedermacher
- Matthias Johann Meyer († 1737), deutscher Maler
- Matthias L. G. Meyer, deutscher Linguist
- Max Meyer (Bankier) (1819–1901), deutscher Bankier und Stifter
- Max Meyer (Kaufmann) (1884–1971), deutscher Kaufmann
- Max Meyer (Mediziner) (1890–1954), deutscher HNO-Arzt, Klinikdirektor und Hochschullehrer
- Max Meyer (Fußballspieler, 1995) (Maximilian Meyer; * 1995), deutscher Fußballspieler
- Max Meyer (Fußballspieler, 2006) (* 2006), deutscher Fußballspieler
- Max Meyer-Olbersleben (1850–1927), deutscher Komponist und Pianist
- Max F. Meyer (1918–1967), Schweizer Unternehmer
- Max Friedrich Meyer (1873–1967), deutsch-US-amerikanischer Psychologe und Hochschullehrer
- Max Wilhelm Meyer (1853–1910), deutscher Astronom und Schriftsteller
- Maximilian Meyer-Bretschneider (* 1989), deutscher Schauspieler und Synchronsprecher
- Meinert Meyer (1941–2018), deutscher Pädagoge, Hochschullehrer für Schulpädagogik
- Meret Meyer Scapa (1930–2016), Schweizer Malerin
- Mia Maariel Meyer (* 1981), deutsche Filmregisseurin und Filmeditorin
- Michael Meyer (Schriftsteller) (Michael Leverson Meyer; 1921–2000), britischer Schriftsteller, Übersetzer und Biograf
- Michael Meyer (Historiker) (1940–2022),  US-amerikanischer Historiker
- Michael Meyer (Regisseur), deutscher Filmregisseur und -produzent
- Michael Meyer (Fußballspieler) (* 1951), deutscher Fußballspieler
- Michael Meyer (Anglist) (* 1958), deutscher Anglist
- Michael Meyer (Prähistoriker) (* 1959), deutscher Prähistoriker
- Michael Meyer (Musikwissenschaftler) (* 1986), Schweizer Musikwissenschaftler
- Michael Meyer (Futsalspieler) (* 1988), deutscher Futsalspieler
- Michael Meyer (Schwimmer) (* 1992), südafrikanischer Schwimmer
- Michael Meyer-Blanck (* 1954), deutscher Pfarrer, Theologe und Hochschullehrer
- Michael Meyer-Hermann (Physiker) (* 1967), deutscher Physiker und Immunologe
- Michael Meyer-Hermann (Politiker) (* 1983), deutscher Politiker (CDU)
- Michael A. Meyer (Michael Albert Meyer; * 1937), US-amerikanischer Historiker
- Michel Meyer (1950–2022), belgischer Philosoph
- Michel Meyer (Maler) (* 1956), deutscher Maler
- Milly Wagner-Meyer (1925–1976), Schweizer Schriftstellerin und Radio Mitarbeiterin
- Miriam Meyer (* 1974), deutsche Opernsängerin (Sopran)
- Mizzi Meyer, Pseudonym von Ingrid Lausund (* 1965), deutsche Dramatikerin
- Monika Meyer, geb. Monika Block (* 1941), deutsche Tischtennisspielerin
- Monika Meyer, Geburtsname von Monika Hamann (* 1954), deutsche Sprinterin
- Monika Meyer (Fußballspielerin) (* 1972), deutsche Fußballspielerin
- Monika Meyer-Holzapfel (1907–1995), Schweizer Zoodirektorin
- Moritz Meyer (1821–1893), deutscher Elektrotherapeut
- Moritz Meyer (Jurist) (1872–1942), deutscher Jurist und Naturheilkundler
- Moritz Meyer (Unternehmer) (1889–1970), deutscher Unternehmer
- Morten Andreas Meyer (* 1959), norwegischer Politiker (Høyre)

### N
- Nanne Meyer (* 1953), deutsche Zeichnerin, Illustratorin und Hochschullehrerin
- Nelly Meyer-Fankhauser (* 1939), Schweizer Unternehmerin und Netzwerkgründerin
- Nicholas Meyer (* 1945), US-amerikanischer Regisseur
- Nicolas Meyer (* 1980), deutscher Kommunalpolitiker (FWG)
- Nicolaus Meyer (Senator) (Nicolaus Mejer; 1615–1672), Rostocker Senator
- Niklaus Meyer (1834–1922), von 1893 bis 1898 der erste Stadtpräsident von Biel
- Nikolaus Meyer (Schriftsteller) (1775–1855), deutscher Schriftsteller und Arzt
- Nikolaus Meyer-Landrut (* 1960), deutscher Diplomat
- Nikolaus Meyer zum Pfeil (1451–1500), Schweizer Humanist und Schriftsteller
- Niko Meyer (* 1997), deutscher Volleyball- und Beachvolleyballspieler
- Nils Meyer (* 1979), deutscher Handballspieler
- Norbert Meyer (* 1954), deutscher Botaniker
- Norbert Meyer (Bauingenieur) (* 1958), deutscher Bauingenieur und Hochschullehrer für Geotechnik
- Norbert Meyer-Venus (* vor 1960), deutscher Bassist

### O
- Olga de Meyer (geb. Olga Caracciolo dei Duchi di Castelluccio; 1871–1930), britische Kunstmäzenin und High Society Lady
- Olga Meyer (1889–1972), Schweizer Jugendbuchautorin
- Oliver Meyer (* um 1974), deutscher Anglist, Didaktiker und Hochschullehrer
- Oscar Meyer (Politiker, 1876) (1876–1961), deutscher Wirtschaftsfunktionär und Politiker (DDP)
- Oscar Meyer (Politiker, 1885) (1885–1954), deutscher Politiker, Bürgermeister von Bayreuth
- Oskar Meyer (Politiker) (1858–1943), österreichischer Ingenieur und Politiker (CS)
- Oskar Meyer (Mediziner) (1880–1959), deutscher Orthopäde
- Oskar Meyer (1889–1943), deutscher Schriftsteller, Schauspieler und NS-Opfer, siehe Oscar Ludwig Brandt
- Oskar Meyer-Elbing (auch Oscar Meyer-Elbing; 1866–1938), deutscher Maler und Schriftsteller
- Oskar Emil Meyer (1834–1909), deutscher Physiker
- Oskar Erich Meyer (1883–1939), deutscher Geologe, Paläontologe, Bergsteiger und Schriftsteller
- Otto Meyer (Politiker, 1849) (1849–1933), deutscher Kaufmann und Politiker
- Otto Meyer (Stadtoriginal) (Cigarren-Hannes), deutscher Straßenhändler, Hamburger Stadtoriginal
- Otto Meyer (Architekt) (1862–1920), Schweizer Architekt
- Otto Meyer (Industrieller, 1865) (1865–1939), deutscher Bauingenieur und Manager
- Otto Meyer (Industrieller, 1867) (1867–1932), deutscher Ingenieur und Industrieller
- Otto Meyer (Jurist) (1867–1951), deutscher Richter
- Otto Meyer (Turner), französischer Kunstturner
- Otto Meyer (Bildhauer) (1879–1943), Schweizer Bildhauer und Kunstpädagoge
- Otto Meyer (Industrieller, 1882) (1882–1969), deutscher Manager
- Otto Meyer (Radsportler) (1882–?), deutscher Radsportler
- Otto Meyer (Kunsthändler) (1893–1964), deutscher Kunsthändler, Emigrant, niederländischer Museumsfachmann
- Otto Meyer (Filmeditor) (1900–1980), amerikanischer Filmeditor
- Otto Meyer (Historiker) (1906–2000), deutscher Historiker
- Otto Meyer (Pädagoge) (1908–1943), deutscher Pädagoge und Emigrant, im KZ Sachsenhausen verstorben
- Otto Meyer (Regisseur) (1910–2000), deutscher Regisseur und Drehbuchautor
- Otto Meyer (Organist) (1914–nach 1976), deutscher Organist
- Otto Meyer (Politiker, 1921) (1921–2013), deutscher Landwirt und Politiker (CDU), MdL Rheinland-Pfalz
- Otto Meyer (Politiker, 1926) (1926–2014), deutscher Pädagoge und Politiker (CSU), MdL Bayern
- Otto Meyer-Amden (1885–1933), Schweizer Maler und Grafiker
- Otto Meyer-Hubler (1878–1958), Schweizer Fabrikant
- Otto Meyer-Keller (1875–1942), Schweizer Ingenieur und Unternehmer
- Otto Meyer-Tonndorf (1902–1971), deutscher Jurist und Landrat
- Otto Friedrich Meyer (1906–1992), deutscher Jurist, Journalist (1937–1945 Emigration in Norwegen) und Diplomat
- Otto Karl August Meyer (1871–1965), deutsch-österreichischer Schauspieler, siehe Otto Tressler
- Otto Rudolf Meyer (1870–nach 1929), deutscher Gartenbauarchitekt und Maler

### P
- Pamela Meyer-Arndt (* 1967), deutsche Filmemacherin
- Patric Meyer (* 1976), deutscher Psychologe und Hochschullehrer
- Patrice Meyer (* 1957), französischer Gitarrist
- Patricia Meyer Spacks (* 1929), US-amerikanische Literaturwissenschaftlerin
- Patrick DeMeyer, belgischer Musikproduzent
- Paul Meyer (Romanist) (1840–1917), französischer Philologe
- Paul Meyer (Jurist, 1844) (1844–1925), deutscher Jurist und Eisenbahnbeamter
- Paul Meyer (Politiker) (1853–nach 1913), deutscher Rittergutsbesitzer und Politiker, MdR
- Paul Meyer (Unternehmer) (1864–1940), deutscher Elektrotechniker und Unternehmensgründer
- Paul Meyer (Jurist, 1869) (1869–1927), deutscher Jurist und Hochschullehrer
- Paul Meyer (Entomologe) (1876–nach 1927), deutscher Insektenkundler
- Paul Meyer (Architekt, 1880) (1880–1941), Schweizer Architekt
- Paul Meyer (Architekt, 1881) (1881–1952), deutscher Architekt
- Paul Meyer (Politiker, 1883) (1883–nach 1919), deutscher Politiker, MdL Mecklenburg-Schwerin
- Paul Meyer (Architekt, 1891) (1891–1980), Schweizer Architekt
- Paul Meyer (Maler) (1904–1967), Schweizer Maler
- Paul Meyer (SA-Führer) (1908–??), deutscher SA-Obertruppführer
- Paul Meyer (Regisseur) (1920–2007), belgischer Filmregisseur
- Paul Meyer (Ökonom) (1924–2005), deutscher Wirtschaftswissenschaftler
- Paul Meyer (Ruderer), Schweizer Ruderer
- Paul Meyer (Architekt, 1939) (* 1939), Schweizer Architekt
- Paul Meyer (Musiker) (* 1965), französischer Klarinettist und Dirigent
- Paul Meyer-Grob (?–1992), Schweizer Ingenieur und Verbandsfunktionär
- Paul Meyer-Mainz (1864–1909), deutscher Maler
- Paul Meyer-Speer (1897–1983), deutscher Maler und Designer
- Paul-André Meyer (1934–2003), französischer Mathematiker
- Paul Arne Meyer (* 1984), deutscher Maler, Grafiker, Video- und Medienkünstler
- Paul Eduard Meyer (auch Wolf Schwertenbach; 1894–1966), Schweizer Jurist und Nachrichtendienstoffizier
- Paul Friedrich Meyer-Waarden (1902–1975), deutscher Biologe und Fischereiexperte
- Paul Hugo Meyer (1920–2008), deutsch-amerikanischer Romanist und Hochschullehrer
- Paul M. Meyer (1865–1935), deutscher Rechtshistoriker und Papyrologe
- Paul Michael Meyer (* 1946), Schweizer Lehrer und Autor
- Peter Meyer (Ratsherr) (1629–1703), deutscher Politiker, Senator in Hamburg
- Peter Meyer (Künstler) (1871/1872–1930), deutscher Künstler
- Peter Meyer (Journalist, † 1958) († 1958), deutscher Sportjournalist
- Peter Meyer (Lehrer) (1888–1967), deutscher Lehrer und Mitglied der Synode
- Peter Meyer (Architekt) (1894–1984), Schweizer Architekt und Kunsthistoriker
- Peter Meyer (Astrophysiker) (1920–2002), deutsch-amerikanischer Physiker
- Peter Meyer, eigentlicher Name von Peter Morley (Dokumentarfilmer) (1924–2016), britischer Dokumentarfilmer und Fernsehproduzent
- Peter Meyer (Architekt, 1927) (1927–1998), Schweizer Architekt und Verfasser des „Porterliedes“
- Peter Meyer (Politiker, 1935) (1935–2015), deutscher Politiker (SPD), MdA Berlin
- Peter Meyer (Fußballspieler, 1940) (* 1940), deutscher Fußballspieler
- Peter Meyer (Musiker, 1940) (* 1940), deutscher Rockmusiker
- Peter Meyer (Soziologe) (* 1941), deutscher Soziologe und Hochschullehrer
- Peter Meyer (Fußballspieler, 1942) (* 1942), deutscher Fußballtorwart
- Peter Meyer, eigentlicher Name von E. Y. Meyer (* 1946), Schweizer Schriftsteller
- Peter Meyer (Unternehmer) (* 1949), deutscher Unternehmer und Autosportfunktionär
- Peter Meyer (Ethnologe) (* 1951), deutscher Autor und Verleger
- Peter Meyer (Eiskunstlauftrainer), deutscher Eiskunstlauftrainer
- Peter Meyer (Politiker, 1963) (* 1963), deutscher Politiker (FW), MdL Bayern
- Peter Meyer (Journalist, 1968) (* 1968), deutscher Journalist
- Peter Meyer (Skeletonpilot), deutscher Skeletonpilot
- Peter Meyer (Musiker, um 1984) (* um 1984), deutscher Jazz- und Fusionmusiker
- Peter Meyer-Dohm (* 1930), deutscher Volkswirt und Hochschullehrer
- Peter Banjo Meyer (1944–2025), deutscher Jazzmusiker
- Peter Friedrich Nicolaus Meyer (1853–1923), deutscher Politiker
- Petra Meyer (* 1964), deutsche Fußballspielerin
- Petra Maria Meyer (* 1958), deutsche Philosophin und Theaterwissenschaftlerin
- Phil Meyer (* 1990), Schweizer Filmregisseur
- Philipp Meyer (Theologe, 1854) (1854–1927), deutscher Theologe und Kirchenhistoriker
- Philipp Meyer (Theologe, 1883) (1883–1963), deutscher Theologe und Kirchenhistoriker
- Philipp Meyer (Politiker) (1896–1962), deutscher Politiker (CSU)
- Philipp Meyer (Regierungspräsident) (1919–1998), deutscher Regierungsbeamter
- Philipp Meyer (Schriftsteller) (* 1974), amerikanischer Schriftsteller
- Philipp Meyer (Fussballspieler) (* 1980), Schweizer Fußballspieler
- Philipp Meyer (Handballspieler) (* 1997), deutscher Handballspieler
- Philipp Anton Guido von Meyer (1798–1869), deutscher Publizist, Schriftsteller und Übersetzer
- Philippe Meyer (Physiker) (1925–2007), französischer Physiker
- Philippe Meyer (Mediziner) (1933–2020), französischer Mediziner
- Philippe Meyer (Leichtathlet) (* 1950), französischer Leichtathlet
- Philippe Meyer (Schwimmer) (* 1971), Schweizer Schwimmer
- Pia Meyer-Federspiel (1929–2016), Schweizer Künstlerin
- Pie Meyer-Siat (1913–1989), französischer Orgelforscher
- Pierre Meyer (1900–1964), französischer Forstmann
- Piri Meyer (* 1937), deutsche Schriftstellerin und Hörspielautorin

### R
- Rahel Meyer (1806–1874), deutsche Schriftstellerin
- Rainer Meyer (* 1967), deutscher Journalist
- Ralf Meyer (Schriftsteller) (* 1970), deutscher Dramaturg und Schriftsteller
- Ralf Meyer-Ohlenhof (* 1949), deutscher Maler
- Ralf Martin Meyer (* 1959), deutscher Polizist und Polizeipräsident von Hamburg
- Ralph Meyer (* 1971), französischer Comiczeichner
- Ralph Christian Meyer (* 1969), Brigadegeneral des Heeres der Bundeswehr
- Raphaël Meyer (* 1979), luxemburgischer Jurist
- Rasmus Meyer Ejlersen (* 1998), dänischer Handballspieler
- Ray Meyer (1913–2006), US-amerikanischer Basketballtrainer
- Recha Meyer (1767–1831), deutsche Haus- und Geschäftsfrau
- Reimer Johannes Meyer-Jens (1931–2019), deutscher Bauingenieur und Hochschullehrer
- Reinhard Meyer (Maler) (* 1951), deutscher Maler
- Reinhard Meyer (Politiker) (* 1959), deutscher Politiker (SPD)
- Reinhard Meyer zu Bentrup (1939–2024), deutscher Politiker (CDU), MdB
- Reinhard Meyer-Hermann (* 1940), deutscher Romanist, Linguist und Hochschullehrer
- Reinhard Meyer-Rein (1881–1953), Schweizer Bauingenieur und botanischer Sammler
- Reinhart Meyer (Kulturhistoriker) (* 1942), deutscher Kulturhistoriker
- Reinhart Meyer-Kalkus (* 1949), deutscher Germanist
- Reinhold Meyer (1920–1944), deutscher Buchhändler und Widerstandskämpfer
- Reinhold Meyer (Mediziner) (1833–1910), deutscher Arzt
- Reinhold Meyer (Jurist) (1912–1992), deutscher Verwaltungsjurist
- Rémo Meyer (* 1980), Schweizer Fußballspieler
- Renate Meyer (Leichtathletin) (* 1938), deutsche Leichtathletin
- Renate Harter-Meyer (1943–2009), deutsche Volkswirtin, Erziehungswissenschaftlerin und Hochschullehrerin
- Renate de Jong-Meyer (* 1947), deutsche Psychologin und Hochschullehrerin
- Renate E. Meyer (* 1963), österreichische Wirtschaftswissenschaftlerin
- René Meyer (* 1970), deutscher Journalist und Autor
- Renward Meyer von Schauensee (1818–1895), Schweizer Politiker
- Richard Meyer (Chemiker) (1846–1926), deutscher Chemiker
- Richard Meyer (Künstler) (1863–1953), deutscher Künstler und Hochschullehrer
- Richard Meyer (Unternehmer) (1883–1943), deutscher Fabrikant und Firmengründer
- Richard Meyer (Diplomat) (1883–1956), deutscher Diplomat
- Richard Meyer (Politiker, 1885) (1885–1970), deutscher Pädagoge und Politiker (MVP, GB/BHE, GDP)
- Richard Meyer (Politiker, 1893) (1893–1974), deutscher Politiker (NSDAP)
- Richard Meyer (Mathematiker) (1919–2008), deutscher Mathematiker, Ingenieur und Hochschullehrer in den USA
- Richard Meyer (Tennisspieler) (auch Rick Meyer; * 1955), US-amerikanischer Tennisspieler
- Richard C. Meyer (1920–1985), deutschamerikanischer Filmeditor
- Richard Joseph Meyer (1865–1939), deutscher Chemiker
- Richard L. Meyer (* 1937), US-amerikanischer Agrarwissenschaftler
- Richard M. Meyer (1860–1914), deutscher Germanist
- Rita Meyer (* 1966), deutsche Hochschullehrerin für Berufspädagogik
- Robert Meyer (Jurist) (1855–1914), österreichischer Jurist und Politiker
- Robert Meyer (Mediziner) (1864–1947), deutscher Gynäkologe und Pathologe
- Robert Meyer (Politiker, 1905) (1905–1974), Schweizer Politiker (SP)
- Robert Meyer (Fotograf) (* 1945), norwegischer Fotograf und Professor
- Robert Meyer (Politiker, 1950) (* 1950), Schweizer Politiker (GLP)
- Robert Meyer (Maler) (* 1953), deutscher Maler und Grafiker
- Robert Meyer (Schauspieler) (* 1953), deutscher Schauspieler und Regisseur
- Robert Meyer (Leichtathlet) (* 1997), deutscher Läufer
- Robert Meyer-Bisch (1890–1930), deutscher Mediziner
- Robert B. Meyer (* 1943),  US-amerikanischer Physiker
- Robert Johannes Meyer (1882–1967), deutscher Jurist; von 1931 bis 1933 Präsident des Landgerichts Hamburg
- Robin Meyer-Lucht (1973–2011), deutscher Journalist, Medienwissenschaftler und Unternehmensberater
- Rodolphe Meyer de Schauensee (1901–1984), US-amerikanischer Ornithologe
- Roelf Meyer (* 1947), südafrikanischer Politiker, Geschäftsmann und Berater
- Roland Meyer (* 1957), deutscher kaufmännischer Angestellter und Politiker der CDU
- Roland Meyer (Schriftsteller) (* 1963), Luxemburger Schriftsteller
- Roland Meyer-Pittroff (1942–2020), deutscher Ingenieur und Hochschullehrer
- Roland Meyer de Voltaire (* 1978), deutscher Sänger, Filmmusik-Komponist, Songwriter und Musikproduzent
- Rolf Meyer (Regisseur) (1910–1963), deutscher Regisseur
- Rolf Meyer (Maler) (auch Rolf Meyer-List; 1913–1990), Schweizer Maler
- Rolf Meyer (Politiker, 1924) (1924–2006), deutscher Politiker (SPD, NRW)
- Rolf Meyer (Geologe) (Rolf K. F. Meyer; * 1935), deutscher Geologe
- Rolf Meyer (Manager) (* 1947), deutscher Manager und Verbandsfunktionär
- Rolf Meyer (Politiker, 1951) (1951–2014), deutscher Politiker (SPD, Niedersachsen)
- Rolf Meyer (Fußballspieler) (* 1955), deutscher Fußballspieler
- Rolf Meyer (Billardspieler), deutscher Poolbillardspieler und Autor
- Rolf Meyer-von Gonzenbach (1910–1982), Schweizer Architekt
- Rolf Meyer-Olden (1937–2024), deutscher Diplomat
- Rolf-Dieter Meyer-Wiegand (1929–2006), deutscher Maler
- Romeo Meyer (* 1978), Schweizer Schauspieler
- Ron Meyer (Politiker, 1928) (Ronald Anton Meyer; 1928–2012), niederländischer Politiker (AOV)
- Ron Meyer (Footballtrainer) (Ronald Shaw Meyer; 1941–2017), US-amerikanischer American-Football-Trainer
- Ron Meyer (Manager) (Ronald Meyer; * 1944), US-amerikanischer Filmmanager
- Ron Meyer (Politiker, 1981) (* 1981), niederländischer Politiker (SP)
- Ronny Meyer (Ingenieur) (Ronald Meyer; * 1963), deutscher Bauingenieur, Autor, Moderator und Musiker
- Ronny Meyer (politischer Beamter) (* 1976), deutscher politischer Beamter (Bündnis 90/Die Grünen)
- Rosa Meyer-Leviné (1890–1979), deutsch-britische Schriftstellerin und politische Aktivistin
- Roswitha Meyer (* 1965), österreichische Schauspielerin
- Rotraut Meyer-Verheyen (* 1940), deutsche Politikerin (STATT)
- Roy Meyer (* 1991), niederländischer Judoka
- Rudi Meyer (* 1943), Schweizer Grafiker und Designer
- Rudolf Meyer (Maler, 1605) (1605–1638), Schweizer Maler, Radierer und Kupferstecher
- Rudolf Meyer (Maler, 1803) (1803–1857), Schweizer Maler
- Rudolf Meyer (Publizist) (1839–1899), deutscher Publizist
- Rudolf Meyer (Mediziner) (1844–1924), Schweizer HNO-Arzt und Hochschullehrer
- Rudolf von Meyer (1894–1961), österreichischer Sänger (Tenor)
- Rudolf Meyer (Anthroposoph) (1896–1985), deutscher Anthroposoph
- Rudolf Meyer (Filmproduzent) (1901–1969), deutsch-niederländischer Filmproduzent
- Rudolf Meyer (Ingenieur) (1902–1969), deutscher Ingenieur und Fachpublizist
- Rudolf Meyer (Theologe) (1909–1991), deutscher Theologe
- Rudolf Meyer (General) (* 1926), deutscher General
- Rudolf Meyer (Architekt) (* 1931), Schweizer Architekt
- Rudolf Meyer (Komponist) (* 1943), Schweizer Organist und Komponist
- Rudolf Meyer (Politiker) (* 1953), deutscher Politiker (CDU)
- Rudolf Meyer (Fußballspieler), österreichischer Fußballspieler
- Rudolf Meyer-Dür (1812–1885), Schweizer Insektenkundler
- Rudolf Meyer-Pritzl (1961–2024), deutscher Jurist und Hochschullehrer
- Rudolf Meyer Riefstahl (1880–1936), deutsch-amerikanischer Kunsthistoriker
- Rudolf Meyer-Ronnenberg (1904–1973), deutscher Politiker (CDU)
- Rudolf W. Meyer (1915–1989), Schweizer Philosoph
- Rudolph Otto Meyer (1825–1899), deutscher Unternehmensgründer, siehe ROM Technik
- Russ Meyer (1922–2004), US-amerikanischer Regisseur, Drehbuchautor und Produzent
- Russel W. Meyer Jr. (* 1932), US-amerikanischer Geschäftsmann, Anwalt und Kampfpilot
- Ruth Meyer (Politikerin) (* 1965), deutsche Politikerin (CDU)
- Ruth Meyer (Schauspielerin) (* 1970), deutsche Schauspielerin
- Ruth Meyer-Kahrweg, deutsche Heimatforscherin
- Ruth Meyer Schweizer (* 1936), Schweizer Soziologin
- Ruth Wilhelmine Meyer (* 1961), norwegische Vokalistin, Komponistin und Klangkünstlerin

### S
- Sabina Meyer (* 1969), italienische Sängerin schweizerischer Herkunft
- Sabine Meyer (* 1959), deutsche Klarinettistin
- Sabrina Meyer (* 1988), deutsche Fußballspielerin
- Salomon Meyer (Pfarrer) (1684–1742), evangelischer Pfarrer
- Salomon Meyer (Hoffaktor) (auch Salomon Model; 1693–1774), Hoffaktor in Karlsruhe
- Salomon Meyer (Politiker), Bürgermeister und städtischer Landrat in Kolberg
- Salomon Meyer Sternberg (1824–1902), deutscher Arbeiterführer
- Samuel Meyer (Architekt) (1891–1978), Schweizer Architekt
- Samuel Ephraim Meyer (1819–1882), deutscher Rabbiner
- Sandy Meyer-Wölden (* 1983), deutsches Model, siehe Alessandra Meyer-Wölden
- Sarah Meyer-Dietrich (* 1980), deutsche Schriftstellerin
- Sarah Sophia Meyer (* 1984), Schweizer Schauspielerin
- Sebastian Meyer (~1465–~1545), deutscher reformierter Theologe
- Selma Meyer (Medizinerin) (1881–1958), deutsche Kinderärztin und Hochschullehrerin
- Selma Meyer (Widerstandskämpferin) (1890–1941), niederländische Widerstandskämpferin, Feministin und Pazifistin
- Serge Meyer (Triathlet) (* 1973), Schweizer Triathlet
- Serge Meyer (Eishockeyspieler) (* 1976), Schweizer Eishockeyspieler
- Siegfried Joachim Meyer (1751–1833), deutscher Jurist und Politiker, Bürgermeister von Greifswald
- Siegmund von Meyer (1807–1888), deutscher Jurist und Politiker
- Siever Johanna Meyer-Abich (1895–1981), deutsche Schriftstellerin und Übersetzerin
- Sigmund Meyer (Bankier) (1840–1911), deutscher Bankier
- Sigmund Meyer (Ingenieur) (1873–1935), deutscher Ingenieur, Industrieller und Politiker (DDP)
- Silke Meyer (* 1968), deutsche Volleyball- und Beachvolleyballspielerin
- Silke Meyer (Ethnologin) (* 1971), deutsche Ethnologin
- Simone Meyer (1962–2021), deutsche Autorin
- Sonia Handelman Meyer (1920–2022), US-amerikanische Fotografin
- Sophie Meyer (1847–1921), deutsche Malerin
- Stefan Meyer (Physiker) (1872–1949), österreichischer Physiker
- Stefan Meyer (Politiker) (* 1984), deutscher Politiker (CSU)
- Stefan Meyer (Eishockeyspieler) (* 1985), kanadischer Eishockeyspieler
- Stefan Meyer-Kahlen (* 1968), deutscher Computerschachprogrammierer, siehe Shredder (Schachprogramm)
- Stefanija Meyer (* 1940), jugoslawische Serienmörderin, siehe Todesengel von Lainz
- Steffen Meyer (Ministerialbeamter, 1968) (* 1968), deutscher Ökonom und politischer Beamter
- Steffen Meyer (Ministerialbeamter, 1985) (* 1985), deutscher Ministerialbeamter
- Stephan Meyer (Regisseur) (* 1947), deutscher Regisseur und Drehbuchautor
- Stephan Meyer (Rechtswissenschaftler) (* 1971), deutscher Rechtswissenschaftler
- Stephan Meyer (Politiker) (* 1981), deutscher Politiker (CDU)
- Stephan Meyer-Kohlhoff (* 1962), deutscher Schauspieler und Synchronsprecher
- Stephan Martin Meyer (* 1973), deutscher Schriftsteller
- Stephenie Meyer (* 1973), US-amerikanische Autorin und Filmproduzentin
- Susa Meyer (* 1966), deutsche Schauspielerin und Sängerin
- Susanne Meyer (Juristin) (* vor 1968), deutsche Rechtswissenschaftlerin und Hochschullehrerin
- Susanne Meyer (* 1977), deutsche Schauspielerin
- Susanne Meyer-Büser (* 1963), deutsche Kunsthistorikerin und Kuratorin
- Sven Meyer (Basketballspieler) (* 1963), deutscher Basketballspieler
- Sven Meyer (Fußballspieler, 1970) (* 1970), deutscher Fußballspieler (Hertha BSC)
- Sven Meyer (Künstler) (* 1970), deutscher Musiker und Produzent
- Sven Meyer (Fußballspieler, 1971) (* 1971), deutscher Fußballspieler (Fortuna Köln)
- Sven Meyer (Politiker) (* 1975), deutscher Politiker (SPD), MdA
- Sven Meyer (Eiskunstläufer) (1977–1999), deutscher Eiskunstläufer
- Sven Meyer (Radsporttrainer) (* 1985), deutscher Radsporttrainer
- Swen Meyer, deutscher Musikproduzent
- Sybille Handrock-Meyer (* 1943), deutsche Mathematikerin
- Sylke Rene Meyer (* 1970), deutsche Drehbuchautorin und Regisseurin
- Sylvain Meyer (* 1934), französischer Rugby-Union-Spieler

### T
- Tanja Meyer (Moderne Fünfkämpferin) (Tanja Meyer-Efland), deutsche Moderne Fünfkämpferin
- Tanja Meyer (Politikerin) (* 1973), deutsche Politikerin (Bündnis 90/Die Grünen), MdL Niedersachsen
- Theo Meyer (Germanist) (1932–2007), deutscher Germanist und Schriftsteller
- Theo Meyer (Politiker) (* 1937), Schweizer Politiker (SP)
- Theodor Meyer (1798–1870), deutscher Politiker, MdL Hannover, siehe Georg Theodor Meyer
- Theodor Meyer (Politiker, I), deutscher Politiker, Bürgermeister von Stralsund
- Theodor Meyer (Landrat) (1806–1893), deutscher Verwaltungsbeamter
- Theodor Meyer (Theologe) (1821–1913), schweizerisch-deutscher Jesuit, Theologe und Philosoph
- Theodor Meyer (Richter) (1853–1936), deutscher Jurist und Richter
- Theodor Meyer (Politiker, 1861) (1861–1944), deutscher Geistlicher und Politiker (NLP, DVP), MdR
- Theodor Meyer (Physiker) (1882–1972), deutscher Mathematiker, Physiker und Lehrer
- Theodor Meyer-Merian (1818–1867), Schweizer Arzt und Schriftsteller
- Theodor Meyer-Steineg (1873–1936), deutscher Jurist, Augenarzt, Militärhistoriker und Medizinhistoriker
- Theodor Alexander Meyer (1859–1936), deutscher Germanist und Hochschullehrer
- Theodor Traugott Meyer (1904–1948), deutscher SS-Hauptsturmführer
- Thérèse Meyer-Kaelin (* 1948), Schweizer Politikerin (CVP)
- Thilo Meyer-Brandis (* 1971), deutscher Mathematiker, Wirtschaftswissenschaftler und Hochschullehrer
- Thomas Meyer (Journalist) (1936–2010), deutscher Journalist
- Thomas Meyer (Politikwissenschaftler) (* 1943), deutscher Politikwissenschaftler
- Thomas Meyer (Anthroposoph) (* 1950), Schweizer Publizist, Verleger und Anthroposoph
- Thomas Meyer (Verbandsfunktionär) (* 1955), deutscher Unternehmer und Präsident der Bergischen IHK
- Thomas Meyer (Unternehmer), Schweizer Unternehmer, Gründer von Desigual
- Thomas Meyer (Sportfunktionär), deutscher American-Football-Funktionär
- Thomas Meyer (Philosoph) (* 1966), deutscher Philosoph
- Thomas Meyer (Mediziner) (* 1967), deutscher Arzt und Neurologe
- Thomas Meyer (Politiker, 1970) (* 1970), deutscher Politiker (SPD)
- Thomas Meyer (Schriftsteller) (* 1974), Schweizer Schriftsteller
- Thomas Meyer (Politiker, 1979) (* 1979), deutscher Politiker (Die Linke), MdHB
- Thomas Meyer (Politikwissenschaftler, 1983) (* 1983), deutscher Politikwissenschaftler
- Thomas Meyer-Falk (* 1971), deutscher Publizist, der wegen Banküberfalls mit Geiselnahme 27 Jahr in Haft war
- Thomas Meyer-Fiebig (* 1949), deutscher Komponist und Organist
- Thomas Meyer-Hermann (* 1956), deutscher Trickfilmproduzent und Regisseur
- Thomas Meyer-Wieser (* 1951), Schweizer Architekt
- Thomas D. Meyer (* 1962), Schweizer Manager
- Thomas F. Meyer (* 1952), deutscher Biologe
- Till Meyer (* 1944), deutscher Terrorist
- Tilman Meyer zu Erpen (* 1959), deutscher Dressurreiter
- Tim Meyer (Fotograf), US-amerikanischer Fotograf, Hochschullehrer und Autor
- Tim Meyer (Sportmediziner) (* 1967), deutscher Sportmediziner
- Tim Meyer (Fußballspieler) (* 2005), deutscher Fußballspieler
- Titus Meyer (* 1986), deutscher Schriftsteller
- Tobias Meyer (Auktionator) (* 1963), deutsch-österreichischer Auktionator und Kunstsammler
- Tobias Meyer (Manager) (* 1975), deutscher Manager
- Tobias Meyer (Politiker) (* 1979), deutscher Politiker
- Tobias Meyer (Reiter) (* 1988), deutscher Springreiter
- Tobias Meyer (Sportschütze) (* 1998), deutscher Para-Sportschütze
- Tony Meyer (* 1947), britischer Schauspieler
- Torben Meyer (1884–1975), dänischer Schauspieler
- Torsten Meyer (Kunstpädagoge) (* 1965), deutscher Kunstpädagoge und Hochschullehrer
- Torsten Meyer (Sänger) (* 1973), deutscher Sänger und Hochschullehrer
- Traugott Meyer (1895–1959), Schweizer Dichter und Schriftsteller
- Travis Meyer (* 1989), australischer Radrennfahrer
- Trude Meyer (1914–1999), deutsche Turnerin
- Trudel Meyer (1922–1989), deutsche Politikerin (SPD)

### U
- Udo Meyer (* 1939), deutscher Bildhauer
- Ulf Meyer (* 1955), deutscher Jazzmusiker und Komponist
- Ulf Meyer (Journalist) (* 1970), deutscher Architekt, Autor und Journalist
- Ulf Meyer zu Kueingdorf (* 1956), deutscher Grafiker, Autor und Herausgeber
- Ulfilas Meyer (1885–1950), deutscher Physiker und Hochschullehrer
- Ulli Meyer (* 1973), deutscher Politiker (CDU) und Staatssekretär
- Ulrich Meyer (Abt) (1647–1694), Abt des Klosters Wettingen
- Ulrich Meyer (Politiker, 1732) (1732–1809), Schweizer Politiker
- Ulrich Meyer (Herausgeber) (Valentin; 1859–1931), deutscher Redakteur, Herausgeber und Schriftsteller
- Ulrich Meyer (Politiker) (1903–1987), Schweizer Politiker (FDP)
- Ulrich Meyer (Fußballspieler, 1937) (1937–2022), deutscher Fußballspieler
- Ulrich Meyer (Fußballtrainer) (* 1943), deutscher Fußballtrainer
- Ulrich Meyer (Richter) (* 1953), Schweizer Richter
- Ulrich Meyer (* 1955), deutscher Journalist und Fernsehmoderator
- Ulrich Meyer (Fußballspieler, 1955) (* 1955), deutscher Fußballspieler
- Ulrich Meyer (Höhlenforscher), österreichischer Höhlenforscher
- Ulrich Meyer-Berkhout (1927–2023), niederländisch-deutscher Physiker und Hochschullehrer
- Ulrich Meyer-Cording (1911–1998), deutscher Jurist und Ministerialbeamter
- Ulrich Meyer-Doerpinghaus (* 1967), deutscher Bibliothekar, Historiker und Autor
- Ulrich Meyer-Hofer (1941–1995), Schweizer Agraringenieur und Verbandsfunktionär
- Ulrich Meyer-Schoellkopf (* 1935), Schweizer Kulturmanager und Intendant
- Ulrike Meyer (* 1973), deutsche Informatikerin und Hochschullehrerin
- Urban Meyer (* 1964), amerikanischer College-Football-Trainer
- Urs A. Meyer (* 1938), Schweizer Pharmakologe
- Ursel Meyer-Wolf (auch Ursel Meyer, Ursel Wolf; 1944–2020), deutsche Autorin
- Ursula Meyer (Lyrikerin), deutsche Lyrikerin
- Ursula Meyer (Pietistin) (1682–1743), Schweizer Pietistin
- Ursula Meyer (Bildhauerin) (1915–2003), deutsch-amerikanische Bildhauerin und Hochschullehrerin
- Ursula Meyer (Kunsthistorikerin) (1923–1969), deutsche Kunsthistorikerin und Malerin
- Ursula Meyer (Autorin) (* 1947), deutsche Schriftstellerin
- Ute Margarete Meyer (* 1963), deutsche Architektin
- Uwe Meyer (Lyriker) (* 1958), deutscher Lyriker
- Uwe Meyer (Schauspieler) (* 1959), deutscher Schauspieler
- Uwe Meyer (Fußballspieler) (* 1964), deutscher Fußballspieler
- Uwe Meyer (Philosoph) (* 1964), deutscher Philosoph und Germanist

### V
- Valentin Lorenz Meyer (1817–1901), deutscher Kaufmann
- Vera Meyer (* 1970), deutsche Biotechnologin und Hochschullehrerin
- Verena Meyer (1929–2018), Schweizer Kernphysikerin, Wissenschaftspolitikerin, Rektorin Universität Zürich
- Victor Meyer (1848–1897), deutscher Chemiker
- Viktor Meyer-Eckhardt (1889–1952), deutscher Schriftsteller
- Vincent Meyer (* 2002), deutscher Leichtgewichts-Ruderer
- Volker Meyer (* 1968), deutscher Politiker (CDU)
- Volker Meyer-Dabisch (* 1962), deutscher Schauspieler und Regisseur
- Volker Meyer-Guckel (* 1960), deutscher Anglist, Chemiker und Funktionär (Stifterverband für die Deutsche Wissenschaft)
- Volkhard Meyer-Burg (* 1938), deutscher Architekt

### W
- Waldemar Meyer (1853–1940), deutscher Geiger
- Walter Meyer (Politiker) (1837–1901), Schweizer Politiker (BAB)
- Walter Meyer (1882–1969), schweizerisch-chilenischer Ingenieur, siehe Walterio Meyer Rusca
- Walter Meyer (Bildhauer) (1901–1989), Schweizer Bildhauer
- Walter Meyer (Chemiker) (1902–1967), deutscher Chemiker
- Walter Meyer (Ruderer) (1904–1949), deutscher Ruderer
- Walter Meyer (Musiker) (1909–1977), deutscher Tubist
- Walter Meyer-Bohe (1927–2023), deutscher Architekt und Hochschullehrer
- Walter Meyer-Giesow (1899–1972), deutscher Dirigent und Komponist
- Walter Meyer-Lüben (auch Walther Meyer-Lüben; 1867–1905), deutscher Maler
- Walter Meyer-Nauer (1891–1962), Schweizer Journalist und Politiker
- Walter Meyer-Pittet (1905–1977), Schweizer Jurist und Anwalt
- Walter Meyer-Radon (1886–1971), deutscher Dirigent und Komponist
- Walter Meyer-Roscher (1935–2020), deutscher Theologe
- Walter Meyer-Vax (1905–1942), deutscher Maler
- Walter Grabher-Meyer (* 1943), österreichischer Politiker (FPÖ)
- Walter F. Meyer (1931–2009), Schweizer Journalist und Autor
- Walter Josef Meyer (1938–2000), deutscher Politiker
- Walterio Meyer Rusca (1882–1969), schweizerisch-chilenischer Zivilingenieur
- Walther Meyer (Basketballtrainer) (1928–2014), deutscher Basketballtrainer
- Walther Meyer zur Capellen (1902–1985), deutscher Ingenieur und Hochschullehrer
- Walther Meyer-Delvendahl (1893–nach 1957), deutscher Verwaltungsbeamter
- Walther Meyer-Giesow (1899–1972), deutscher Dirigent, Komponist und Konservatoriumsdirektor, siehe Walter Meyer-Giesow
- Walther Meyer-Speer (1905–1979), deutscher Maler und Buchillustrator, siehe Walther Meyerspeer
- Walther Gloor-Meyer (1892–1976), Schweizer Internist
- Wera Meyer-Waldeck (1906–1964), deutsche Architektin
- Werner Meyer (Landrat) (1838–1889), deutscher Verwaltungsbeamter
- Werner Meyer (Historiker, 1886) (1886–1959), deutscher Historiker, Hochschullehrer und Ministerialbeamter
- Werner Meyer (Historiker, 1889) (Werner August Julius Meyer; 1889–??), deutscher Historiker und Philologe
- Werner Meyer (Pädagoge) (1899–1977), deutscher Germanist und Hochschulleiter
- Werner Meyer (Historiker, 1909) (1909–1987), deutscher Historiker und Denkmalpfleger
- Werner Meyer (Handballspieler) (1914–1985), Schweizer Handballspieler
- Werner Meyer (Journalist) (1931–2008), deutscher Journalist
- Werner Meyer (Historiker, 1937) (* 1937), Schweizer Historiker
- Werner Meyer-Barkhausen (1889–1959), deutscher Kunsthistoriker
- Werner Meyer-Bodemann (1943–1995), deutscher Landwirt und Politiker
- Werner Meyer-Eppler (1913–1960), deutscher Physiker und Informationstheoretiker
- Werner Meyer-König (1912–2002), deutscher Mathematiker
- Werner Meyer-Larsen (1931–2017), deutscher Journalist und Publizist
- Werner Volker Meyer (* 1964), deutscher Sänger (Bariton)
- Wilfried Meyer (Chemiker) (* 1938), deutscher Chemiker
- Wilfried Meyer (Handballspieler) (* 1943), deutscher Handballspieler
- Wilhelm Meyer (Politiker, 1793) (1793–1868), deutscher Politiker, MdL Kurhessen
- Wilhelm Meyer (Historiker) (Wilhelm Meyer-Ott; 1797–1877), Schweizer Historiker
- Wilhelm Meyer (Maler) (1806–1848), Schweizer Architekturmaler
- Wilhelm von Meyer (1816–1892), deutscher Landrat und Politiker, MdR
- Wilhelm Meyer (Mediziner) (1824–1895), dänischer Arzt
- Wilhelm Meyer (Politiker, 1833) (1833–1887), deutscher Politiker und Kammerfunktionär
- Wilhelm Meyer (Politiker, 1835) (1835–1900), deutscher Politiker, Bürgermeister von Malstatt-Burbach
- Wilhelm Meyer (Philologe) (1845–1917), deutscher Klassischer Philologe, Mediävist und Bibliothekar
- Wilhelm Meyer (Richter) (1860–1931), deutscher Jurist und Richter
- Wilhelm Meyer (Industrieller) (1867–1929), deutscher Industrieller und Politiker (NLP), MdR
- Wilhelm Meyer (Pastor) (1879–1957), deutscher Priester
- Wilhelm Meyer (Gartenarchitekt) (1886–nach 1939), deutscher Gartentechniker und -architekt
- Wilhelm Meyer (Politiker, 1889) (1889–1950), deutscher Landwirt und Politiker (NSDAP), MdL Schaumburg-Lippe
- Wilhelm Meyer (Zahnmediziner) (1896–1982), deutscher Zahnmediziner
- Wilhelm Meyer (Unternehmer) (1909–2000), deutscher Unternehmer
- Wilhelm Meyer (Geistlicher) (1913–1999), deutscher Geistlicher
- Wilhelm Meyer (Politiker, 1929) (1929–2002), deutscher Politiker (CDU), MdL Niedersachsen
- Wilhelm Meyer (Geologe) (* 1932), deutscher Geologe
- Wilhelm Meyer (Archäologe) (* 1938), deutscher Archäologe und Denkmalpfleger
- Wilhelm Meyer (Architekt) (* 1950), deutscher Architekt
- Wilhelm Meyer-Buer (auch Willi Meyer-Buer; 1911–1997), deutscher Widerstandskämpfer und Politiker (KPD)
- Wilhelm Meyer-Detring (1906–2002), deutscher Generalleutnant
- Wilhelm Meyer-Förster (1862–1934), deutscher Schriftsteller
- Wilhelm Meyer-Ilschen (1878–1946), deutscher Fabrikant, Verlagsbuchhändler, Autor und Heimatforscher
- Wilhelm Meyer-Lübke (1861–1936), Schweizer Romanist und Sprachwissenschaftler
- Wilhelm Meyer-Markau (1853–1910), deutscher Pädagoge und Schriftsteller
- Wilhelm Meyer-Schwartau (1854–1935), deutscher Architekt und Architekturschriftsteller
- Wilhelm Meyer-Stolzenau (1868–1950), deutscher Komponist
- Wilhelm Christian Meyer (1726–1786), deutscher Bildhauer
- Wilhelm Emil Meyer-Rhodius (1815–1897), deutscher Maler
- Wilhelm Franz Meyer (1856–1934), deutscher Mathematiker, siehe Franz Meyer (Mathematiker)
- Wilhelm Heinrich Meyer (1834–1896), deutscher Unternehmer und Autor
- Wilhelm Josef Meyer (1884–1976), Schweizer Bibliothekar und Historiker
- Willi Meyer (Maler) (1890–1958), deutscher Maler
- Willi Meyer (Radsportler) (1903–??), deutscher Radrennfahrer
- Willi Meyer (Musiker), deutscher Singer-Songwriter, Bandleader und Produzent
- Willi Meyer (Wasserspringer) (* 1965), deutscher Wasserspringer
- Willi Meyer-Wendeborn (1891–nach 1965), deutscher Kaufmann, Parteifunktionär (NSDAP) und SS-Obersturmführer
- William Meyer (Bibliothekar) (1883–1932), deutscher Lehrer, Historiker und Bibliothekar
- William H. Meyer (Politiker, 1847) (1847–1923), US-amerikanischer Politiker (Colorado)
- William H. Meyer (Politiker, 1914) (William Henry Meyer; 1914–1983), US-amerikanischer Politiker (Vermont)
- William Stevenson Meyer (1860–1922), indischer Politiker und Diplomat
- Willibald Meyer (1928–2014), deutscher Puppenspieler
- Willie Meyer (* 1967), südafrikanischer Rugby-Union-Spieler
- Willy Meyer (Architekt) (1875–1952), schweizerisch-deutscher Architekt und Hochschullehrer
- Willy Meyer (Maler, 1894) (1894–1966), deutscher Maler und Grafiker
- Willy Meyer (Fußballspieler) (1937–2017), deutscher Fußballspieler
- Willy Meyer-Fürst (auch Willy Meyer-Fuerst; 1902–1986), deutscher Schauspieler und Regisseur
- Willy Meyer-Osburg (1934–2005), deutscher Maler und Grafiker
- Willy Meyer Pleite (* 1952), spanischer Politiker
- Winfried Meyer (* 1952), deutscher Historiker
- Woldemar Meyer (1861–1939), deutscher Richter und Politiker (NLP)
- Wolf Meyer-Christian (Jurist) (1902–1983), deutscher Jurist
- Wolf Meyer-Christian (Architekt) (* 1933), deutscher Architekt und Hochschullehrer, Sohn des og. Juristen
- Wolf Meyer-Erlach (Wolfgang Meyer; 1891–1982), deutscher Theologe
- Wolfgang Meyer (Theologe) (1577–1653), Schweizer Theologe
- Wolfgang Meyer (Lehrer) (1867–1957), deutscher Pädagoge
- Wolfgang Meyer, ursprünglicher Name von Wolf Meyer-Erlach (1891–1982), deutscher Theologe
- Wolfgang Meyer (Musiker, 1924) (1924–2009), deutscher Organist
- Wolfgang Meyer (Komponist) (1929–2000), deutscher Musiker, Arrangeur und Komponist
- Wolfgang Meyer (Politiker, 1934) (1934–2011), deutscher Journalist und Politiker (SED)
- Wolfgang Meyer (Mathematiker) (* 1936), deutscher Mathematiker und Hochschullehrer
- Wolfgang Meyer (Manager) (* 1938), deutscher Bauingenieur und Verkehrsmanager
- Wolfgang Meyer (Sprecher), deutscher Fernsehsprecher
- Wolfgang Meyer (Ingenieur) (* 1946), deutscher Glasverarbeitungsingenieur
- Wolfgang Meyer (Wirtschaftswissenschaftler) (* 1947), deutscher Wirtschaftswissenschaftler und Hochschullehrer
- Wolfgang Meyer (Jurist) (* 1947), deutscher Jurist
- Wolfgang Meyer (Politiker, 1948) (* 1948), deutscher Politiker (SPD)
- Wolfgang Meyer (Musiker) (1954–2019), deutscher Klarinettist
- Wolfgang Meyer (Filmproduzent), deutscher Filmproduzent
- Wolfgang Meyer (Filmeditor), deutscher Filmeditor
- Wolfgang Meyer (Soziologe) (* 1959), deutscher Soziologe
- Wolfgang Meyer-Hentrich (* 1949), deutscher Journalist und Autor
- Wolfgang Meyer-Hesemann (* 1952), deutscher Politiker (SPD)
- Wolfgang Meyer-Michael (1890–1976), deutscher Bildhauer
- Wolfgang Meyer zu Reckendorf (* 1932), deutscher Chemiker und Pharmazeut
- Wolfgang Meyer-Sabellek (* 1948), deutscher Arzt, Manager und Hochschullehrer
- Wolfgang Meyer-Tormin (1911–1988), deutscher Komponist und Klarinettist
- Wolfgang Johannes Meyer (* 1944), deutscher Romanist
- Wolfgang K. Meyer-Hayoz (* 1947), deutscher Industriedesigner
- Wolfram Meyer (1931–2000), deutscher Politiker (CDU)

### X
- Xaver Meyer (Verleger, 1769) (1769–1829), Schweizer Verleger
- Xaver Meyer (Verleger, 1803) (Xaver Meyer-Schauensee; 1803–1884/1885), Schweizer Verleger
- Xaver Meyer (1933–2017), österreichischer Pianist, Dirigent und Musikpädagoge, siehe Franz Xaver Meyer (Dirigent)

### Y
- Yannik Meyer (* 1991), deutscher Schauspieler
- Yonni Meyer (* 1982), Schweizer Bloggerin, Kolumnistin und Comedienne
- Yves Meyer (* 1939), französischer Mathematiker
- Yvonne Meyer, brasilianische Balletttänzerin und Tanzpädagogin

### Z
- Zack Meyer (* 1992), kanadischer Automobilrennfahrer

## Familien
- Meyer (Familie)
- Meyer (Familie, Appenzell Ausserrhoden)